# 彼岸島の登場人物
彼岸島の登場人物（ひがんじまのとうじょうじんぶつ）は、松本光司の漫画『彼岸島』及びその関連作品に登場する、架空のキャラクターの一覧である。

## 主人公とその仲間たち
宮本 明（みやもと あきら）
演：石黒英雄（映画）、白石隼也（テレビドラマ）
身長：175.3cm 体重：62.3kg
特技：独り言
好きなこと：物語を作ること 嫌いなもの：ケンちゃんとユキの関係
武器：日本刀
本作の主人公。商店街の宮本青果店の店長の息子。2年前に行方不明になった兄を捜すため高校卒業後、友人達や青山冷と共に彼岸島へ赴く。彼岸島に来る以前は両親（特に母親）から、自分自身を兄の篤と比較されていたため、篤のことを尊敬しつつも妬んでいた。
兄を発見した後、兄や友人らと共に脱出不可能と言われる島を脱出するべく吸血鬼達と戦っていたが、吸血鬼ウイルスに感染した友を自らの手で殺したことで、目的が島の脱出から吸血鬼の頭領である雅の打倒に変化した。作中当初は非力だったが、師匠の下による長期間の修行の末、鋭い目付きはそのままで、髪や髭が伸び、人間の中では群を抜いた戦闘能力や動体視力、集中力を得た。
主に日本刀を使用し、特に強敵との戦闘で使用する居合は絶大な切れ味を持つ。刀の切れ味も強敵との戦いの中で磨かれ、最初は手も足も出なかった雅を鉄扇ごと斬り裂いている。腕力も非常に高く、大人の男を片手で数メートルほど放り投げたり、重い青龍刀も片手で軽々と振るっている。【最後の47日間】では身の丈をゆうに超えるパイプを連射して投げたり、ギロチンの刃を猛烈に回転させて竜巻を起こすほどになっている。力のみならず反射神経も常人のそれを超越しており、襲い来る蚊の大群を片っ端から切り裂いたり、四方から一斉に放たれた矢をその場から動かずに回避したり刀で切り裂いたり丸太で防ぐなどして無効化できる。耐久力、回復力も非常に高く、落下してくる大量の岩に押しつぶされたり、数十メートルを超える邪鬼に叩き潰されても流血程度で済むうえ、数分もすれば戦闘に支障がないレベルにまで回復する。
非常に豊かな想像力を持っており、彼岸島に来る前は次々とあらゆる状況を想定し組み立てるその能力を、漫画家の夢（絵の才能が無かったため断念、途中で小説家に）と合わせて友達に褒められていた一方、裸のユキ等の妄想に悩まされていた。その想像力は最初に吸血鬼に襲われた時から人並みはずれた状況把握能力・推理能力として発揮されており、彼岸島に来てからも戦術考察力として遺憾なく活用されている。
また、強敵相手との戦いを楽しむ傾向もあり、斧神や姑獲鳥のように仇敵となった相手であろうと、正々堂々と戦い勝利した後では相手を友として敬意を払う武人のような精神を有している。また、宿敵である雅からも非常に高く評価されており、自分の配下として勧誘されたこともある。
【最後の47日間】では雅との戦いでの傷がまだ癒えておらずリハビリ中だった。
西山が吸血鬼に捕らわれた事を知った忍者から「行くな」と忠告されるも、それを制止し救出に向かう。救出に成功するが一時的に忍者から西山同様愛想を尽かされるも機転で絆を取り戻す。
師匠の死後は人間軍をリーダーとして指揮している。最後の蚊の施設で雅と対峙するが、隊長の裏切りで深い穴に落とされてしまう。そこで邪鬼の椿と対峙し激闘の末に倒すも、亮介を失ってしまう。椿との戦いでボロボロながら、崖を登り雅の元へたどり着くも、既に体力は限界で敵わず雅によって右腕を切り落され敗れてしまう。
【48日後…】では日本壊滅から半年後に雅を追って、本土に戻った。
雅に斬られた右腕には、それを不憫に思った隊長が鍛刀し、製作したL字型の刀を仕込んだ義手（着脱可能）を装着している。序盤では片足を引きずっていたりと怪我の後遺症が残っていたが、彼岸島の地獄を生き抜いた力と経験と覚悟によりこれまで以上の強さを見せる。圧倒的な強さから本土の生き残りの人間たちの間で「救世主」と噂され、一方で吸血鬼から「片腕の悪魔」と恐れられる。
日本のどこかにいる雅を殺すことだけを目標としており、人助けに興味はないと断言していた。しかし、本土で出会った健太にかつての仲間達の面影を見たり翔と友達になったり、勝次達と行動するようになってからは仲間を救出するために危険な場所に行こうとするなど徐々に意識に変化が出ている。
勝次が東都ドームの武道大会の優勝賞品として捕らえられた際には、救出するために自ら吸血鬼に扮して出場する。変装の際に狐の仮面を被っていたことから吸血鬼達からは「キツネ」と呼ばれ最初は罵倒されていたが、圧倒的な強さで徐々に吸血鬼達を魅了し、姑獲鳥との戦いでは人間であることがバレても彼を庇う者が出るほどだった。
ゲームでは髪の毛や髭が伸びたりすることはなく、服の色も違う（原作では茶色のスラックスに青いジャンパーで、ゲームでは青いジーンズに赤いジャンパー）。
劇場版では昔から剣道をやっていた事になっている。
テレビドラマ版では宮本食堂の店長の息子になっている。
名前のモデルは任天堂のゲームクリエイター宮本茂から。
斉藤ケン（さいとう ケン）
演：弓削智久（映画）、遠藤雄弥（テレビドラマ）
身長：177.5cm 体重：67kg (手引書より)
特技：包丁さばき
好きなこと：ギターを弾くこと 嫌いなこと：仲間に隠し事をされること
武器：バット
明の幼馴染みで長髪に口髭を生やしている。皆からは「ケンちゃん」、篤からは「ケン坊」と呼ばれる。実家は商店街の魚屋。4歳の頃に父と兄の翔一（しょういち）を事故で失っており、母親が再婚を繰り返していた。そのため家に居場所が無く、明達との交流が大きな支えになっており、特に両親と不仲だった明とは境遇が似ていたことから大きな信頼を寄せられていた。彼岸島にやって来た一行の中では最年長であり、仲間内で最も腕っぷしと発言力が強く、兄貴分としてリーダーシップをとっていた。武器は金属バットや大きな包丁で、仲間内では修行後の明に次いで戦闘力は高い。
元々は明達と共に東京に行こうとしていたが、高校卒業間近に現在の父親から愛車ジミヘン号を貰い、実家の魚屋を継ぐことにした。グラサン野郎との戦いでは率先して作戦を立て、最初に致命傷を負わせた。グラサン野郎退治後は冷から彼岸島のことと篤がいるかもしれないという話を聞き、高校卒業後に卒業旅行と称して多数の同級生に声をかけて仲間と共に彼岸島に行く。
彼岸島に到着する直前に吸血鬼達の襲撃に遭い、仲間ともども捕らえられた際には自身が囮になり、明達の脱出のきっかけを作った。後に救出された際にはやせ細っていて弱っていたが、一命は取り留めていた。
病院の集落を制圧した日の夜、雅の策謀により邪鬼が襲撃し、仲間達と離れ離れになった。その後、攫われたユキの情報を求めて山中に小屋を立て、近くに大量に罠を張り何十人もの吸血鬼達を倒していた。温泉の集落制圧後に明達がケンちゃんの居場所を突き止めるが、加藤の発言によりユキを救出するまでは明達と会わないことにした。その直後にユキの居場所を突き止めるが、吸血鬼達の戦いと逃亡の末、皮肉にも直前に投げていた吸血鬼の首から出た血が自分の目に入ってしまい、吸血鬼化してしまう。その後は吸血鬼であることがバレないように口元を隠して明達と行動し、吸血鬼化したことで飛躍的に力が上昇したが、血を吸いたいという欲求には抗えず加藤の擦り傷から出た血が原因で衝動的に加藤を襲ってしまい、吸血鬼であることがバレてしまう。直後に拘束され明に殺されそうになるが、ユキを救出するまでは殺さないで欲しいと懇願し、明と決闘することになる。決闘の末に明を追い詰めるが、明を殺すことはできず決闘中でも武器を落とすことを考えていたことを見抜かれる。その後は和解し、ユキの救出のために単身で要塞寺に入り込む。しかし、雅が要塞寺に来ており、ユキと一緒に地下牢に捕らわれた上に、自らユキの血を吸ってしまう苦しみを味わうことになる。しかし、ユキを死なせまいと自ら心臓を抉り出して自決する。そのまま死亡したかと思われたが、ユキに危機が迫る直前に息を吹き返し、彼女を連れて脱出する。ユキの救出には成功するも、自身は瀕死の重傷を負い、そのまま力尽きた。享年20。命日は5月12日。
ゲームでは、彼岸島（逆神島）の病院から脱出する際に、救急車を強奪して明達と一緒に脱出するという勇敢な一面を見せる。
坂下ユキ（さかした ユキ）
演：瀧本美織（2010年版映画）、山下リオ（テレビドラマ1期）、桜井美南（2016年版映画、テレビドラマ2期）
身長：157cm 体重：39kg (手引書より)
特技：ピアノ、弓道
好きなこと：商店街のみんなと遊ぶこと 苦手なこと：のけ者にされること
明の幼馴染みでショートカットヘアが特徴の女。高校卒業後は東京の大学に行く予定だった。高校卒業後、明と共に彼岸島に行く。ケンちゃんと付き合っているが、明にも恋心を抱いている。気の強い性格であり、危険故に自分を置いてけぼりにする明やケンちゃんの反対を押し切り、無理矢理同行したりする。弓道の経験があり、戦闘では主に弓を使って遠距離から吸血鬼を仕留めることを得意とする。
グラサン野郎との戦いでは直前に手を怪我していたため、隠れていたにもかかわらず執拗に狙われた。
病院の集落を制圧した日の夜、雅との一騎討ちに向かう明の嘘に対し、信じた振りをして見送る。雅の罠によって村の襲撃が行われた際、吸血鬼達に捕らえられた。その後、吸血鬼になったケンちゃんが助けに来るが、雅によって2人まとめて囚われてしまい、さらに雅の罠でケンちゃんに血を吸われてしまう事態になってしまうが、ケンちゃんの命と引き換えに脱出に成功し、明たちの元に戻る事ができた。
【最後の47日間】では更に弓道の腕に磨きがかかり、一人で複数の吸血鬼を撃退したり西山との連携で太郎の祖父を倒したりと人間軍に大きく貢献した。また、明にアタックをしかける紅葉と衝突する様子が見られた。
【48日後…】では邪鬼になっており、皮肉にも明を苦しめてしまう(ユキ(邪鬼)も参照)。
西山と恋仲になり、本土にいる救世主の噂を聞き、西山とともに本土に渡るが、直後に吸血鬼に襲われ感染してしまう。吸血鬼化しても彼女なりの抵抗があったのか、人間の血を飲むのは頑なに拒み続けた。しかし、程なくして邪鬼となってしまい、完全に邪鬼化する前に西山に自分との絆を利用して「邪鬼使い」となり、どんな手を使ってものし上がって皆を見返して欲しいと告げた。
ゲームでは霊鬼（後述）に捕らえられたり、病院で服を脱いだ所で気絶し、明に見られたりと散々な目に遭っている。
テレビドラマ版では原作と違い明を君付けで呼んでいる。
西山 徹（にしやま とおる）
演：足立理（映画）、阿部翔平（テレビドラマ）
身長：172.1cm 体重：59.5kg (手引書より)
特技：記憶
好きなこと：料理 嫌いなこと：喧嘩
武器：ダイナマイト、器用
明の幼馴染みでメガネをかけた少年。日本で1、2を争う大学に合格するなど頭脳明晰であり、記憶力も優れる。実家は商店街の文房具屋。高校卒業後に明と共に彼岸島に行く。文房具屋という理由で非常に物持ちが良く、彼が持っていた道具がきかっけで窮地を脱することが多い。さらに何故か味噌も常備しており、戦いの終わりに彼が振舞う豚汁は仲間内で非常に評判が良い。また、手先も非常に器用であり、ダイナマイトやロケット弾、さらに火炎放射器など吸血鬼を一掃できる兵器をいくつも開発した。また、不測の事態で仲間達が散り散りになった際も、明や師匠に代わり人間側の指揮を取るなど、抵抗組織のメンバーの間でも信頼されている。
水上の集落で明達が蛇の邪鬼によって危機に瀕していた際は、ロケット弾を駆使して抵抗組織のメンバーの指揮を取り明達を助けた。
【最後の47日間】では蚊の養成所を襲撃するための火炎放射器を自作するなど、相変わらず技術面において貢献している。蚊の第一育成所の殲滅直後にユキによく似た吸血鬼である月島奈々と恋仲になり、第二育成所の居場所がわかる地図を貰おうと彼女の集落に行くが、途中で吸血鬼に捕まってしまう。西山自身は明に救出されるものの西山を見捨てようとしてた抵抗組織のメンバーからその行為を咎められ仲違いしかけるが、明の懇願により寄りを取り戻した。
【48日後…】では吸血鬼化しており、雅の名前を騙って大阪の吸血鬼のボスとなっていた。外見も大きく変わっており、自ら顔を焚き火の中に入れたことによって顔の右半分が焼けただれ、髪が長くなって前部分が白灰色になっている。
彼岸島での戦いの後、ユキと結ばれ、他の生き残り達と共にひっそりと暮らしていた。ある時、本土にいるという救世主の噂を聞き、明が本土にいると考えユキと共に本土に渡るが、吸血鬼の集団に襲われ吸血鬼化する。しかし、吸血鬼化した後も人間を襲うことが出来ず、ユキも守ることが出来ないで無力感を抱いていた最中、ユキの邪鬼化に直面してしまう。うちひしがれる西山にユキは邪鬼使いとして自らを使って吸血鬼としてのし上がって欲しい頼み、その言伝どおり雅の顔がほとんど知られていない大阪にて邪鬼使いの力と自ら雅と名乗ったことにより、大阪の吸血鬼のボスとなった。
アジトとしていた通天閣で明と再会する。一度は明に共闘を持ちかけられるが、これを拒否してユキ(邪鬼)を使役して対峙する。激戦の末にユキが斬られた事で勝負は決着し、西山自身は落ちてきた通天閣の下敷きとなり身動きが取れなくなる。その後、彼岸島で明と離れ離れになった後の上記の経緯を話し、助からない事を悟ってユキと共に斬首するよう懇願し、明に高校時代の思い出の写真を形見として渡した後に斬首されてユキと共に死亡した。明は吸血鬼化してからもユキを守ろうと奮闘していたことを知り、西山を敵ではなく友の一人として讃えた。
ゲームでは名前が「正一（しょういち）」となっている。また、妹がおり明に「ロリコン西山」と呼ばれている。将来の夢は医者で、医大に進学する予定だった。なお、なぜ名前の「正一」ではなく「西山」と呼ばれているのかは、ゲームにて明らかになる。
加藤（かとう）
演：半田晶他（映画）、森岡龍（映画デラックス）、勝信（テレビドラマ）
身長：168cm 体重：58kg (手引書より)
特技：隠れんぼ
好きなこと：美女ウォッチング、トイレ 嫌いなこと：体を張ること
明の幼馴染みで糸目が特徴。本名は三村 政和（みむら まさかず）だが、ケンちゃん（志村けん）とよく行動しているので、加藤（加藤茶）と呼ばれており、本名で呼ばれたことは一度もない。実家は商店街の写真屋で、商店街の外れにあるプレハブ小屋も所有している。その為「加藤」と呼ばれる前のあだ名は「写真屋」であった。仲間うちではムードメーカーだが、気弱でおっちょこちょいで足手まといになることが多い。しかし、誤って肥溜めに落ち、吸血鬼の襲撃の難を逃れたり、木に引っ掛かり身動きが取れなくなったところを子供の吸血鬼達に襲われても生存しているなど、悪運が強くどこか憎めないところもある。メグミという彼女がいるが、彼女と一緒にいるにもかかわらず他の女に見とれるなどだらしない性格をしており、彼女から制裁を受けていた。下着はブリーフ派。
高校卒業間近に自身のプレハブ小屋でユキの進学祝いのパーティーを開いた。その後、メグミと一緒に喫茶店にいる時に遠くにいた青山冷に目が行き彼女の後を追うが、同行していた男(グラサン野郎)に気付かれて殺されそうになる。しかし、この時牙が見えたことを明達に伝え、ケンちゃんの誘いでグラサン野郎との戦いに巻き込まれる。
明達と共に彼岸島に訪れた際には何度も危機に陥るものの、運よく捕まらずに済んでいた。
【最後の47日間】では西山が製作したワイヤーを武器に戦い、吸血鬼一匹なら難なく倒せるほどの実力を身につける他、抵抗組織のメンバーと共に襲撃作戦に参加する様子が見られた。最後の蚊の育成所の殲滅に失敗した際には、刺し違える覚悟で雅に挑もうとしたが西山に制止された。
【48日後…】では西山の回想にのみ登場。紅葉と恋仲になり、紅葉と片時も離れたくないという理由で本土には渡らなかった。
劇場版では肥満体形になっている。
テレビドラマ版では彼岸島に向かう船に乗らず逃げ去ってしまい、原作と違って早々に戦線離脱してしまった。以降、一切出番は無いが、放送終了後のニコニコ動画での特番で主演の半田晶他がそのことについて触れていた。続編の映画デラックスでは、罪悪感から単身で明達の後を追い彼岸島に向かうも、船が座礁して漂流する形で彼岸島に辿り着いた。
ポン
演：森脇史登（映画）、西井幸人（テレビドラマ）
身長：155cm 体重：47kg (手引書より)
特技：物々交換
好きなこと：明の作った物語を聞くこと 嫌いなこと：脇の下をくすぐられること
本名不明。明の幼馴染みで友人達の中でも特に童顔。実家は商店街の玩具店で、兄は警察官。明の作る物語の大ファンである。過去に不良に苛められていた所を、篤に救ってもらったことがある。気が弱く、彼岸島へ向かうことには躊躇していたがケンちゃんの脅しと仲間を死なせたくないという気持ちから嫌々ながらも同行する。
高校卒業後、明達共に彼岸島に行くが上陸直前に全員が捕まった際、役立たず呼ばわりされた上に正気を失った仲間の裏切りにより仲間を信頼できなくなり、全員で脱出後、加藤を蹴飛ばし一人で逃亡する。しばらく消息不明だったが、抵抗組織のアジトの古寺にて、亡者の姿になって明と再開を果たした。彼によると、逃亡後吸血鬼に捕まり、雅に吸血鬼にされ、さらに無理矢理邪鬼にされそうになるが、「亡者」になったため、捨てられたらしい。
再会した当初は明を憎悪し、亡者の体を明にぶつけたりして彼を吸血鬼に感染させようとするが、ボロボロになってまで自分に付き合ってくれた事で正気を取り戻し、明の物語を語り合うまでに友情が回復するが、二度と人間に戻れないとすでに理解していて「人間としての死」を望み、明に自分を殺して欲しいと嘆願。覚悟を決めた明に、持ってきた自分の兄の拳銃と弾丸を手渡してから、彼によって丸太で殺害される。メインキャラクターの中では、最初の犠牲者。
劇場版では原作と同様に仲間の裏切りに遭い、その後吸血鬼と化すところまでは同様だが、原作と違い亡者にはならず、明達への怒りから雅達の一味に加わり、明達の説得も聞き入る事なく彼らを襲うが、最後は仲間達の目の前で篤に刀で頭を貫かれるという原作よりも悲壮な最期を遂げた。
テレビドラマ版では脱出の際に西山と行動を共にするが、西山がポンを蹴飛ばし、一人で逃亡しようとした事から喧嘩別れをし、その際に負った手傷により道中で吸血鬼に襲われ吸血鬼化。そのまま行くあてもなく亡者と化した。原作と違い雅と対面することなく生涯を終えた。なお、明が作る物語を原作として漫画を描いていた（画風は原作者の松本光司のものと酷似）。

## 抵抗組織（レジスタンス）

### 幹部格
師匠（ししょう）
演：阿見201（映画）
声：石橋蓮司（映画デラックス）
身長：262.5cm 体重：198kg
特技：丸太振り
好きなこと：子供と戯れること 嫌いなこと：無益な殺生
抵抗組織（レジスタンス）のリーダー。明と篤の師匠で住職の袈裟を着ており、恐ろしげな仮面を被った大男。明達からは「師匠」、抵抗組織のメンバーからは「お頭（かしら）」、雅からは、「怪力坊主（雑誌掲載時は、「クソ坊主」）」と呼ばれる。篤や明達と数多くの戦いで共闘する。常人をはるかに上回る怪力の持ち主であり、丸太を振り回したり、巨大な岩を持ち上げて数十メートルもの距離まで投げ飛ばしたり、邪鬼の首を素手で引きちぎるなど戦闘力は非常に高い。元々は心優しい住職で、島の子供達の人気者だった。その名残からか元々は同じ島民であった吸血鬼に対しても情は捨てきれず、特に登場初期は「すまぬ」と言い泣きながら戦っていた。後述の人体実験の後遺症により時々発作が起き、大声を上げて暴れ出す為、その際は鎖で繋がれて動けないようにしている。
その正体は古来から彼岸島に生息する吸血鬼一族の生き残りであり、本名は青山 龍ノ介（あおやま りゅうのすけ）。かつて五十嵐率いる旧日本軍の人体実験により捕えられていたが、雅以外で唯一生き残り、五十嵐と協力して雅を冷凍室に封印する。その後は冷凍室の近くに小屋を作り、長い間冷凍室の扉が開けられないように見張っていた。長年の孤独と人体実験の後遺症により衰弱しきっていたが、水を飲んでいた時に後の妻となる少女、井上典子と出会う。出会った当初は自分を化け物と呼び遠巻きにしていたが、人体実験の後遺症により目が人間同様になり牙も埋没し外観が人間と同じになったことを知る。そして彼女の紹介により住職として生活し、やがて村長になる。数年後には彼女と結婚して冷や楓、紅葉の継父となり、しばらく平和に暮らしていた。
しかし、雅の封印が解かれ、村ごと襲撃される。村人を避難させ、自身は雅に挑むも全く歯が立たず、内臓を引き裂かれて致命的なダメージを負う。それでも潜在的な吸血鬼の能力がまだ残っていたためか生き延びるが、ほとんどの村人を守れなかったことに懊悩する。これ以上犠牲者を出さないよう雅に対抗できるだけの力を得るために、吸血鬼の血液を体内に注射し混血種（アマルガム）となるも、身体が巨大化した上に元の吸血鬼そのものの姿に戻ってしまう。その後、吸血鬼としての顔を隠すため、寺に代々伝わる仮面を「死人の面」と称して被り、吸血鬼に対抗するため抵抗組織（レジスタンス）を結成した。
病院の集落制圧後に邪鬼の襲撃に遭い、他の抵抗組織のメンバーと同様に水上の集落に捕らわれる。明の助けにより捕らわれていた抵抗組織のメンバーはすぐに解放されるも、自身は温泉の集落に移動され斧神によって処刑されそうになる。明によって処刑が阻止された後は抵抗組織のメンバーを率いて温泉の集落を制圧し、明と戦っていた斧神に一時手を引くよう提案する。
【最後の47日間】では第二育成所の襲撃作戦の途中に発作が2,3日続いたことで、自分が長くないことを悟り、明に首を斬るよう願う。そして第二育成所にて明達と共に閉じ込められた後、ついに限界が来てしまい邪鬼となり果てる(師匠(邪鬼)も参照)。その後は邪鬼の本能により暴れだし、明達に襲い掛かるも、脱出路で体が詰まって動けなくなった処を明によってダイナマイトを口に放り込まれ爆破される。死んだと思われたが、窮地に立たされている抵抗組織のメンバーの叫びが聞こえる中で意識を取り戻し、精神力で邪鬼の本能を押さえ込みながら地上に駆けつける。チワワ様と含め複数体の邪鬼を倒すも、突然現れた雅に斬首され完全に死亡する。斬られた首は部下により手厚く葬られ、遺品となった仮面は明の手に渡った。
ゲーム未登場。
ドラマでは、冷の両親と妹（紅葉）が人質に捕られている事になっているが、紅葉以外は冷と再会時、すでに犠牲になっており、関連性は不明。
糸目の幹部
本名不明。長髪に糸目が特徴の和服を着た中年男性。主に会議で説明を行っており、参謀を務めている。篤が頭を下げていた様子から、明は最初彼が師匠だと思っていた。
温泉の集落制圧後までは登場していたが、それ以降は登場せず生死不明になっている。

### 主力メンバー
宮本 篤（みやもと あつし）
声：浪川大輔（ドラマCD）
演：渡辺大（映画）、鈴木亮平（テレビドラマ）
身長：179.5cm 体重：70.5kg
特技：苦手がないこと
好きなこと：涼子に耳かきをしてもらうこと 嫌いなこと：吸血鬼たちの傲慢な態度
明の兄。レインコートにロイド眼鏡を着用している。頭脳明晰かつ運動神経抜群であり、優れた才能から両親の期待と愛情を一手に受けていて、常に兄と比べられ両親から疎まれていた明からは妬ましい思いを抱かれていた。しかし基本的には兄弟仲は良く、明からは尊敬される兄であった。明からは基本的に「兄貴」、雅からは「丸メガネ」と呼ばれていたが、後に「篤」と呼ばれる。
作中トップクラスの戦闘力を誇り、単身で複数体の吸血鬼を倒せる他、一度は雅を追い詰めた事がある。武器は主に丸太や日本刀だが、最も得意な武器は薙刀であり、その腕前は師匠をも上回る（大型の武器で携帯に不向きなため、あまり使用していなかった）。
物語開始の二年前、婚約者の涼子の両親に会うために彼岸島へ渡る。許婚の条件として吸血鬼の神社でお供え物をするが、興味本位で神社の中に入ってしまい、奥に閉じ込められていた雅を開放してしまう。それが原因で雅を診ていた病院を中心に吸血鬼が出るようになった上、涼子を殺されてしまう（正確には吸血鬼化した涼子を半殺しにしたのは篤本人）。以降は雅に復讐するため抵抗組織に入り、青山冷と組み雅の不死の秘密について調査する。調査の結果、雅を殺すには501ワクチンが必要であることが判明したが、首を斬っても本当に死なないかを確かめるため、抵抗組織を離れて一人で雅を殺そうとする。
その後、同じく彼岸島に渡った明や仲間たちと合流し、しばらく共に行動する。雅の屋敷でケンちゃんと助けた直後に雅と再会し、明達を逃がした後に雅と一騎打ちになる。激戦の末に雅の首を斬り、明達と共に彼岸島を脱出するが、雅はまだ生きており、魚人型の邪鬼を操られて再び彼岸島に漂流する。その後は明の頼みで抵抗組織に合流する。数ヶ月後には修行した明と共に邪鬼の太郎と戦い、一度はこれを倒す。しかし、二度目の戦いで再び雅が現れ、紆余曲折の末に明が捕えられて吸血鬼ウイルスに感染されそうになる。これを阻止しようと雅に近づくが、実は罠であり、左頬をひっかかれた挙句傷口に血を浴びて感染してしまう。しかし、人間として死ぬ直前に自分の体ごと雅を刺し、雅と共に太郎を落とした振動で起きた雪崩に巻き込まれる。
そのまま死亡したかに思われたが、五十嵐の研究所址にて吸血鬼として再登場し、明達に自らの意志で雅に従っている事を告白する。実は涼子が吸血鬼として生きており、彼女を守るために吸血鬼側についていた。吸血鬼になった後は涼子と共に百穴村に住み、年老いた吸血鬼達の面倒を見ており、皆から信頼されていた。
吸血鬼となった後、雅の命令により501ワクチンを破壊すべく五十嵐の研究所址を訪れ、同じく501ワクチンを探していた明に争奪戦を仕掛ける。結果はわずかに篤が早く到着して501ワクチンを手に入れ、さらに冷を殺害する。その後、明に501ワクチンを賭けて真剣勝負を申し出る（後に雅には501ワクチンは破壊したと虚偽の報告をする）。決闘の前日には自分の住んでいる村に明を案内し、お互い守る者（明は人間、自分は涼子達）があることを明に教え、自分が弟に超えられる事を恐怖に思っていたことを告白する。
明との決闘では最も得意な武器である薙刀を使用し、明の二刀流を凌ぐほどの腕前を見せたが、最終的に敗北する。その後は人間と吸血鬼との戦いと称して教会に逃げ込み、その場にいた神父、花嫁、参列者を皆殺しにした挙句、自分の血を浴びせて吸血鬼にする。激戦の末に左目を潰され失明した挙句、明に深手を負わされる。涼子やお腹の中にいる子供、そして村の吸血鬼達を守らねばと命乞いをするが、直後に足場が崩れ転落した。その際、落下の衝撃から明を庇ったため下半身を失い瀕死の重傷を負う。後から来た涼子に抱きしめられ、彼女と自身の頼みにより明にとどめを請い、彼の介錯でその生涯を終える。
【48日後…】では、雅の息子の1人として名を連ねており、経緯は不明だが生存していることが明らかとなる。
【無印】から容姿は全く変わっていないが、初めて姿を見た鮫島からは雅と同等かそれ以上に強いと直感し、凄まじい殺気からヒー坊も先制攻撃を仕掛けようとした。実際に勝次と鮫島に敵として襲い掛かった際には極めて冷酷に且つ本気で殺そうとしていた。しかし、明が生きていることを知ると涙を流し、明に新しい仲間が出来た様子を見て感心するなどそれまでの態度を一変させた。
雅の腹心ではあるが裏では舌喰い様とも接触しており、日本中から学者を集め雅を殺すための抗ウイルス薬を開発させ、完成した薬を現在所持している。
東京の竹馬街を治めており、彼に会うには3つの派閥のボスがそれぞれ首にさげている鍵を全て集めなければならない。しかし、勝次と鮫島が墨族のシマに訪れた際に食料としての人間を受け取るためVIPルームに滞在していた。彼らが墨族の鍵と出口の鍵を奪った直後に薙刀を武器に持ち、鍵を取り戻そうとする。墨族の鍵は奪い返したが、出口の鍵は勝次の手に渡ったため人質として鮫島を捕らえる。その後、勝次と再び対峙し彼の罠を悉く躱し、後一歩まで追い詰めるが、ユカポンから明が生きていることを知らされて戦いを中断、出口の鍵を貰って撤退する。
ゲームでは、雅にキスをされ吸血鬼ウイルスを体内に注入されるが、冷によって辛うじて吸血鬼になるのを免れる。
劇場版では彼岸島に来る以前に明に剣道を教えていた。
テレビドラマ版では「人間のままでは雅に勝てない」と、涼子の血を使って自らの意思で吸血鬼になった。また、自室の机に剣道の面が置かれていたことから、劇場版と同様に剣道の経験者である模様。
村田 藤吉（むらた とうきち）
「斧神」を参照

### その他のメンバー
目元以外を黒装束で被った忍者のような恰好をしている。元々は漁村の男達である。
全員師匠には従順であるが、明には対しては元々は余所者ということもあってか不審がるものや真っ向から非難する者もいる。
連携を取るなど一般の吸血鬼とは渡り合える実力はあるが、邪鬼などの強敵には全く歯が立たず一方的にやられることが多い。
【最後の47日間】では吸血鬼の蚊を殲滅するために火炎部隊を発足する。白い防護服を纏い、西山が制作した火炎放射器を装備する。
田中 ナオト（たなか なおと）
病院の集落にて明が発見した中年男性。あしなが婆さんに襲われるも間一髪逃げ延び、全裸でロッカーの中に隠れていた。あしなが婆さんの命名者でもある。名前は初登場時に一度だけ尚人（なおと）と表記されていたが、以降はナオトと表記される。
実はあしなが婆さんの邪鬼使いであり、人間でありながら雅率いる吸血鬼側に属していた。さらに病院の集落の責任者でもあり、雅からの指令は彼のところに来て、それを吸血鬼達に伝えていた。
元々は普通の抵抗組織の一員であったが、母親が吸血鬼になり自分の血を与えて密かに匿っていた。数ヶ月家を空けていた時に母親が邪鬼(あしなが婆さん)になってしまうも、わずかに自分の名前だけは憶えており殺すことが出来ないでいた。邪鬼となった母親を生かすため、抵抗組織のスパイとして吸血鬼側につくことにした。
病院の集落にて明と合流し、あしなが婆さん打倒のサポートをする。あしなが婆さんが追い詰められると突如明を襲い、邪鬼使いであることを明かす。とどめを刺そうとする際にわざと背を向けた明に刃を向けるものの、これまで明が背負ってきた仲間や大勢の村人たちの幻影を見せ付けられ、明を殺すことは出来なかった。その後は改心し、吸血鬼側に属していた際に入手した情報を駆使し、明達をサポートする。
改心直後は着物を着ていたが、一度吸血鬼に全裸で捕らわれて以降は全裸に腰布（タオル）一枚のみという露出度の高い恰好で行動する（本人曰く「動きやすいから」）。
【最後の47日間】では最後の蚊の育成施設襲撃に際し、太郎に襲われた加藤を庇い、身代わりとなって取り込まれてしまう。さらに太郎の祖父に彼が裏切り者であると気づかれ、敢えてすぐに殺さずに全身の血を吸いつくされる拷問を受ける。その後の描写は無いが、後の明の回想では死亡したものとして扱われていた。
スピンオフ作品「彼、岸島」では吸血鬼側についていた時の彼の様子が見られ、人間でありながら精神は吸血鬼そのものだった。また、この時は医者のような白衣を着ていた。
森田（もりた）
五重塔で雅に敗れた後、明から蚊の事を聞いて一同が騒然とする中、余所者の明の証言で動くわけにはいかないと異議を唱えていた。しかし、直後に一匹だけ生き残っていた蚊に刺され感染してしまい吸血鬼化し、明に殺される。
前田（まえだ）、花田（はなだ）、落合（おちあい）、細山（ほそやま）
蚊の第一育成所において、明と共に斧神に対峙したメンバー。細山は視力が良く、それだけが自慢。全員明と共に、地下の吸血鬼の血の水槽付近に落とされてしまう。
前田、花田、落合は血の水槽で、細山は大糞赤子に捕食されて死亡した。
森下（もりした）、沢村（さわむら）、新田（にった）
蚊の第二育成所において、明や師匠と共に閉じ込められたメンバー。森下と沢村は火炎部隊所属。森下は暗所恐怖症で、地下に閉じ込められた際に発作がおこってしまう。
全員師匠（邪鬼）によって殺される。
中島（なかじま）
最後の蚊の育成施設襲撃に参加。邪鬼を操る邪鬼使いを探し出し、明の号令で邪鬼使いがいる小屋に攻め込むも、邪鬼使いが女であることを目の当たりにし、殺すことをためらううちに邪鬼使いの女に血を吸われる。
山下（やました）
最後の蚊の育成施設襲撃に参加。小島に渡り、第三の蚊の育成施設を捜索中、蚊に刺され感染してしまう。吸血鬼化し仲間を襲おうとした刹那、明に斬られ死亡した。
吉川（よしかわ）
最後の蚊の育成施設襲撃に火炎部隊として参加。戦いの最終局面で金剛と遭遇した。金剛の持つ棒によって腹部を貫通され壁に打ち付けられ、そのまま頭部を掴まれ360度首を捻られた後、真上に引っこ抜かれて死亡した。

## その他の彼岸島の人間
青山 冷（あおやま れい）
声：小清水亜美（ドラマCD）
演：水川あさみ（映画）、佐藤めぐみ（テレビドラマ）
身長：160cm 体重：45.5kg
特技：柔道
好きなこと：『ロミオとジュリエット』 嫌いなこと：わからず屋のお父さん
師匠の娘だが、妹と共に典子と前夫の子供であり、師匠と血のつながりは無い。過去に篤と共に行動し、彼に恋心を抱いていたが、彼が「涼子を守る」と宣言したため想いを伝える事は出来無かった。実は涙脆い。
初登場時には吸血鬼と繋がりのある謎の女性として明に接触し、彼に篤の運転免許証を手渡す。師匠の命令によりわざと吸血鬼達に捕まり、母と妹を人質に吸血鬼の監視の下で本土の人間を彼岸島に送る任務をこなしていた。しかし、実は吸血鬼達を倒せる人間を探しており、明達と協力して監視の吸血鬼を倒し、篤を救出するために共に彼岸島に赴く事になる。彼岸島に到着して早々吸血鬼達に襲われるが、檻に入れられる直前で逃走する。
その後はしばらく登場しなかったが、第100話にて廃校の理科室で再登場する。そこで過去に篤と共に雅の不死について調査していたことを明かし、501ワクチンを取りに行くため、明達と共に五十嵐の研究所址に行く。しかし、吸血鬼側についた篤に先に501ワクチンを取られた挙句、明に襲い掛かったため攻撃をかばって斬られてしまう。瀕死になりながらも最期まで篤を愛していたことを告白し、彼にキスをして息絶える。
ゲーム版では、篤と恋人同士という設定になっている。
青山 楓（あおやま かえで）
冷の妹。雅によって人質にされるが、冷が裏切ったため、見せしめとして磔にされて殺される。
青山 紅葉（あおやま もみじ）
演：麻亜里(テレビドラマ)
冷の妹。雅によって人質にされており、師匠も死んだものだと思っていた。初登場時は和服だったが、後にスカートをはき、動きやすい洋服に着替えた。冷から車の運転を教わっていたことがあるが、非常に荒々しい。
病院の集落制圧後、明が一人で天狗岩に来ることを条件に雅の人質から解放される。その後は明達のサポートに回り、温泉の集落で師匠が処刑されそうになった際には、車を運転して荒々しくも確かなドライブテクニックを披露し、亡者の森を抜けるのに貢献した。
【最後の47日間】では明に好意を寄せており、同じく好意を寄せているユキと度々衝突する。
【48日後…】では加藤と恋仲になり、彼と共に本土に渡らずに彼岸島で暮らす。
井上 典子（いのうえ のりこ）
師匠の妻で冷、楓、紅葉の母親。出生時の姓は井上（いのうえ）だが、一度結婚して山本(やまもと)となり、離婚後に師匠と再婚して青山（あおやま）となる。
まだ幼い少女の頃に師匠と出会い、彼が人間の見た目をしていることに気付くきっかけを作った。その後、彼を自分の村に連れていき、住職を紹介した。数年後、本土に渡り東京の大学に進学し、結婚して三子をもうける。後に離婚して彼岸島に戻り、師匠と再婚する。
冷曰く、妹と共に人質に取られているとのことだが、作中では回想以外で登場しておらず、現在の消息は不明。
涼子（りょうこ）
演：大村彩子（映画）、水崎綾女（テレビドラマ）
篤の婚約者。明達が彼岸島に来る二年前、病院で篤の目の前で雅に陵辱された挙句殺され、篤が雅に復讐する事を誓うきっかけとなった女性。しかし、死亡したかに思われた彼女だが、吸血鬼の村で精神に異常を来たしながらも、吸血鬼として再登場する。
篤は最初「涼子が吸血鬼にされた」と言い、その後「涼子が雅に殺された」と矛盾する事を言ったが、これは前述で混乱した篤が涼子に大怪我を負わせたためである。その後、吸血鬼の村に保護された涼子は、吸血鬼化した篤に介抱され、漸く相手と話せる迄に回復する。現在は篤の子供を身篭っている。篤を「あっちゃん」と呼び慕っている。下半身を失った篤が明に介錯される時は、自決しようとした。
ゲーム版では未登場。
ドラマでは、篤と同じく剣道経験者。吸血鬼にされ、血を飲む事を拒否していたが、実験で雅に無理やり飲まされ正気を失い雅の手先として利用されてしまう。原作の斧神のような山羊の被り物をかぶっている。
拓ちゃん・優子
明達に旅行と騙され彼岸島に来てしまったカップル。加藤が開いた合コンでカップル成立し、結婚を約束しており、優子の薬指には婚約指輪をしていた。着いて早々、吸血鬼に捕まってしまい、吸血椅子に座らされ、2人とも吸血鬼の糧となり死亡した。優子は血を吸い尽くされ、死体置き場に干からびた無残な状態で放置され、明達にも「真新しい死体」と彼女だと気付かれなかった。
石田 亮介（いしだ りょうすけ）
【最後の47日間】に登場。彼岸島に漂流した短髪の青年。運動神経は良く、紅葉を抱えたまま吸血鬼の追跡を振り切っていたり、最後の蚊の育成施設を爆破する作戦でも明に逃走役を任されたりしている。過去に少年野球をしており、彼岸島でも名前入りのバットを武器に使用している。後述の経緯から最初は明のことを憎んでいたが、徐々に信頼関係が生まれ彼に敬語を使うなど態度が大幅に変わる。吸血鬼を殺すやり方を良しとせず、明の行動を非難していたが、明はそれを否定せず、その信念を曲げないでほしいと諭される。
和美、山岡と共にクルーザーで旅行中、邪鬼に襲われて船から落ち、彼岸島に漂着してしまう。島内を捜索中に小屋で変り果てた山岡を見つけ、その場で吸血鬼に捕まってしまう。隙を見て和美に救出され、明達に助けを求めて抵抗組織と合流するも、人間側も元同じ人間の吸血鬼に対して容赦がないのを見て、和美を連れて島からの脱出を企てる。西山の証言からボートのありかを聞き出して、それを奪って脱出を図るも再度邪鬼に襲われて失敗した上、和美が吸血鬼に捕まってしまう。その後、明達の助けを借りて救出に向かうも、和美が吸血鬼化しており、明に殺されそうになったため、彼女を連れて逃げ出す。すぐに追いつかれ、結果的に和美を殺したため、以降は明を酷く憎み、明が吸血鬼化したら自分が殺すことを条件に懐刀を渡され、一時的に手を組むようになる。蚊の第一育成所での戦い後、斧神の死を悲しむ明を見て、「全ての戦いが終わるまでは、和美の事は忘れる」と条件付きではあるが、一時的に和解した。以降は彼に目立った敵意を見せず、抵抗組織の作戦にも参加する。
後に501ワクチンを探すため明と共に雅の屋敷がある集落に潜入する。しかし、途中で明が発熱して倒れてしまい、手厚く看病する。発熱を抑えるため、捕まえていた吸血鬼から薬草ユキノシタの場所に案内されるも、彼に裏切られ殺されそうになる。しかし、明を守るため上記の吸血鬼を殺さない信条を初めて破り、その吸血鬼を殺す。
最後の蚊の育成施設では、明と椿の戦いをサポートするも、椿が首を斬られて暴れていた中、痛めつけられていた明をかばって捕食される形で死亡する。死ぬ間際には明に笑顔を見せる。平成十五年六月十七日没。
和美（かずみ）
亮介の彼女。山岡の元カノの友人であり、彼の紹介で亮介と出会う。
亮介、山岡と共に彼岸島に漂流し、吸血鬼の地下倉庫に捕まっていた亮介を助ける。抵抗組織と合流するも、残酷な現実に失神する。そして亮介と共に脱出しようとするが、失敗して吸血鬼に捕まってしまう。その後、亮介の応援で救出に来た明達が駆けつけるが、四肢を切られるのを延ばしてもらうために大勢の吸血鬼相手に口姦を行っており、それが原因で感染し吸血鬼化していた。感染後は亮介と共に明達から離れ、空き家に隠れていたが追ってきた明達に発見されてしまう。本人は既に死ぬ覚悟は決めており、明の呼びかけに応じ、別室で明に亮介を守ってほしいと嘆願した後、その事を了承した明によって首を斬り落とされ死亡。遺体は近くに作られた簡単な墓に埋葬された。
山岡（やまおか）
亮介の友人で、大学のレスリング部の主将。亮介と和美が出会うきっかけを作った人物。以前は彼女がいたが、漂流する少し前に別れる。
亮介、和美と共に彼岸島に漂流し、早々に吸血鬼に捕まる。後に亮介が発見したときには、手足を切断された上に、全身を切り刻まれて血樽に入れられており、歯が抜かれているため滑舌が悪い状態になっていた。亮介が近くにいることに気付き、この島が危険であることを彼に伝える。その後、程なくして出血多量で死亡する。

## 本土での明の仲間
山本 勝次（やまもと かつじ）
小学4年生。ピースマークが描かれた帽子（曰く「俺の一番の願望」）を被った少年。母や友達からは勝っちゃん（かっちゃん）と呼ばれる。明も最初はそう呼んでたが、金剛討伐後は他の仲間と同様に勝次（かつじ）と呼ぶ。仲間を助けるためには自ら囮になるなど、物怖じしない肝の座った一面を見せる。
国が崩壊した後は母が毎日のように吸血鬼に強姦されており、それを泣き寝入りしながら見ていた。しかし、明が近くを訪れた日にトンカチを武器に吸血鬼に反撃を開始する。最初は危機に立たされるが通りかかった明に助けられ、最後は激闘の末吸血鬼を倒した。その後は明と共に鮫島のいる遊覧船に向かう。
遊覧船に居座った死神が眼を覚まし明の危の危機を察した際は、ネズミを銃で脅し、遊覧船を動かして体当たりさせる。さらに自ら囮になり死神の注意をそらすなど明達のサポートをする。死神討伐後に自宅に戻るが、そこで亡者と化した母親を目撃してしまう。その姿と「お前なんて生まなければよかった」という言葉を聞いて絶望し、明に斬るよう頼みこむが、斬られて弱った母を見て情が移り、彼女に包丁を手渡して母の手で死のうとする。しかし、すんでのところで母が正気を取り戻し、金剛の手によって亡者にされたことを知る。金剛を倒すため、母を手押しの台車に乗せ、彼女の案内で明達と金剛のアジトまで向かう。金剛討伐後は恨みを晴らした母の死を見届け、明について行くことを決意し、以降は明と共に雅討伐の旅に加わる。
姑獲鳥との戦いでは重傷を負った明を見逃す条件として彼に拉致され、上野にある人間保管庫に投獄される。後から投獄された左吉と共に脱出するも、再び吸血鬼に捕えられ武闘大会の優勝賞品として東都ドームの天井の檻に吊るされる。武闘大会の決勝にて明と姑獲鳥が戦っている最中に鮫島達によって救出され、二人の戦いを最後まで見届ける。
蟲の王との戦いでは明と協力して蟲の王の体内に侵入する。尻尾の先端にある心臓の部屋に到着し、管を全て切ろうとするが、羽がついたムカデが左腕に侵入して異形化した上に奇妙な生物(ヒー坊)が生える。それでも諦めずに全ての管を切り離し、蟲の王の討伐に大きく貢献する。しかし、討伐後も左腕が元に戻らず、戻るためには拷問野郎を殺さなければならないことが発覚する。さらに拷問野郎が左吉を殺したことを知り、彼が逃げ込んだ血の楽園に向かう。
血の楽園ではヒー坊が生えていて怪しまれるのを防ぐため、樽の中に隠れるが他の樽と共に貢物として吸血鬼に回収され、仲間と離れ離れになる。直後に吸血鬼に見つかり、襲われそうになるが、ヒー坊が攻撃したことで事なきを得る。しかし、この騒ぎがきっかけで警察に追われる身となってしまう。
歌舞伎町ではヒー坊を利用して処刑されそうになったユカポンを救出した。また、舌喰い様やお陽菜を倒すため、明を長距離まで運ぶなど随所で活躍したが、反動も大きくしばらく気絶する。以降は極力ヒー坊を利用しないよう明や鮫島から釘を刺される。
ヒー坊（ひーぼう）
蟲の王との戦いで勝次の左腕に生えた奇妙な生物。名前は勝次の左腕に生えたことに因んで彼が名づけたもの。悲しそうな表情をした赤ん坊の頭に複数の触手が生えている。触手を伸ばして攻撃することが可能で、吸血鬼の体を貫通されるほどの威力を誇るが、反動で勝次自身に強烈な激痛が走る。最初は勝次に危機がせまると攻撃するようになっていたが、後に勝次の意思で触手を伸ばせるようになる。また、頭や触手を斬られてもしばらくすると再生する。
鮫島（さめじま）
芦ノ湖の遊覧船のボス。軍服を着たスキンヘッドの大男。超人的な怪力の持ち主であり、巨大な船のマストを一人で抱え上げられたり、吸血鬼の首を素手で潰したりなど、戦闘力は非常に高い。町で襲われた人間たちを助け、芦ノ湖の遊覧船に匿う。その凄まじい腕っぷしから、遊覧船では救世主と呼ばれているが、歯向かう者には容赦をしない冷酷な一面を持つ。特に弟の精二に異様な肩入れをしており、後述の弟の素顔を知ろうとした者を全員殺害している。一方で性欲が異常に強く、遊覧船内で女性だけを隔離した部屋に唯一自由に出入りでき、興奮するたび他人の女性を抱いていることから船内の男の一部から恨みを買っている。ネズミ曰く、平和だった頃の日本で人を殺して逃亡中だったらしい。
勝次からは「ハゲ」と呼ばれており、最初は上記の蛮行から「信用ならない」と嫌われていた。しかし、亡者と化した勝次の母を見た際に、その運命の残酷さを悲しむ情に厚い一面と吸血鬼たちとの戦いを通じて、呼び方こそ変わらないが徐々に信頼を寄せられている。鮫島自身も明と行動して以降は、遊覧船で見せていた強権的な一面は鳴りを潜め、年長者、そして明と並ぶ主戦力的存在として仲間を引っ張っていくリーダーシップを見せるようになる。
実は吸血鬼ウイルスの感染者であるが、肉体の巨大化と超怪力以外で変化は起きず、吸血鬼化はしなかった。その体質から吸血鬼自体に耐性があり、吸血鬼に噛まれたとしても麻酔の効果を受けずに動くことが出来る。
姑獲鳥との戦いの後に明が高熱で倒れた際、地下鉄駅の人間達の頼みから精二と共に地下水道から地上へと出るが、その際に雅に遭遇。明の為にと尾行を行うも、雅と吸血鬼の集団に見つかり、弟と共に襲われてしまう。雅が精二を喰おうとした際には助けようとしたが、右目を抉り取られ返り討ちに逢い、彼への恐怖から精二を置いて逃走する。命からがら地下鉄駅に戻った際も恐怖から逃れられず一人塞ぎ込んでいたが、精二を殺した雅を倒すために本格的に明の旅に同行する。以降は右目には眼帯をするようになった。
鮫島 精二（さめじま せいじ）
上記の鮫島の弟。軍服を着てホッケーマスクを被った長髪の大男。芦ノ湖のもう一隻の遊覧船のボスであり、一週間に一度兄と連絡を取っている。兄とは異なり優しい性格であり、後述の自分の素顔を見たネズミを殺そうとした兄に対して、仲間だと主張として見逃す。兄と同様に性欲が強く、極度の人見知りなのか度々ボソボソと話しては兄に通訳させている。
実は兄と同じく吸血鬼ウイルスを媒介する蚊に刺された感染者であり、かつ吸血鬼化はしなかったが、兄と違い肉体の巨大化に加えて眼球が4つになるなど醜悪な顔になる。そのため普段は父の遺品であるホッケーマスクで顔を隠しており、彼の素顔に触れることは遊覧船内ではタブーとされていた。また、感染の影響で元から濃かった胸毛が更に濃くなった。
過去に東京から逃げてきており、東京への行き方を聞くために明が探していた。しかし、週に一度の連絡前に吸血鬼に捕まり、吸血鬼のアジトの旅館にて死にもの狂いで脱走して浴室で隠れていた。金剛との戦いの後、浴室に入ってきたネズミを吸血鬼と間違えて叩きのめすが、すぐに誤解は解け兄と合流して東京へ向かう明達を案内する。
鮫島が雅率いる吸血鬼の集団に襲われた際には共に戦うも、肉体に変化を起こしながらも吸血鬼化していない事から雅の標的にされ、兄に助けを請うも逃げられた挙句、雅に捕食され死亡した。
ネズミ
鮫島の部下の一人。本名は池田 中太郎（いけだ ちゅうたろう）だが、姉の小春しか名前で呼んでおらず、鮫島達からは蔑称として「ネズミ」と呼ばれ、ユカポンからは「チューちゃん」と呼ばれる。何かあるたびに大げさに騒ぐ狂言回し的な位置づけとなっている。
臆病な性格で身の危険を感じると我先にと逃げ出し、危機が迫ると平気で他人を犠牲にしようとする。その一方で自分より弱者の前では横柄な態度を取る、吸血鬼の拷問を嬉々として見物する、血の楽園で崩壊前と変わらない生活を送る吸血鬼の上級住民達の暮らしぶりを見て「自分も吸血鬼になろうかな？」と嘯くなど卑怯で横柄かつ図々しく、節操がない性格で、鮫島や勝次、希からは嫌われている。しかし、明からは多少の仲間意識があるのか、エテ公に食べられそうになった時は彼を助けたことがある。その性格から吸血鬼は恐怖の対象でしかなく、明が戦いに行こうとするたびに逃げる事を提案しその度に却下され、いやいやながら同行するというパターンを繰り返している。さらに食い意地まで張っており食事の際は人一倍食べている。
しかし、ユカポンと出会ってからは彼女に一目惚れし、彼女の前では男らしい一面をみせる。また、彼女を悲しませる吸血鬼に対し怒りの感情を抱いたり、震えながらも身を挺して彼女を庇おうとしたりするなど、精神的に大きく成長し始める。
明や勝次が遊覧船に訪れ、鮫島に気に入られた後は二人に遊覧船内の情報を提供する。勝次が死神と戦闘中の明を救うため、船を動かすよう要求した際には拳銃を武器に暴行するも、隙を見て拳銃を奪われ腕を撃たれて敗北、逆に脅されて言いなりとなる。死神に遊覧船を奪われた際には、他の部下と違い彼のみ町まで逃げており、帰宅途中の明達と偶然合流し、そのまま金剛のアジトまで同行することになる。
金剛のアジトまでの案内役として同行した亡者と化した勝次の母に罵声を浴びせ続け、彼女の匂いが原因でエテ公に襲われそうになった際は何度も切り捨てることを提案し、（パニック状態ではあるが）蹴落とそうとするなどしてその度に鮫島と勝次から侮蔑されている。
姑獲鳥との戦いでは檻に閉じ込められている勝次の救出を提案し、鮫島に褒められる。蟲の王との戦いでは、注意をそらすために一人囮になり単身で攻撃を仕掛けるなど、遠くで見ていた自衛隊を驚かせた。
ユカポン
池袋駅で出会った元アイドルの女性。本名は由香（ゆか）。鮫島が小学生と見間違える容姿だが実年齢は26歳。吸血鬼化したファンに捕まり人間のまま飼われ性的暴行を受けていた。
日本が壊滅し、凄惨な暮らしを送りながらもアイドルとしての自分を失わない明るさと芯の強さを持ち合わせた性格をしている。泳げないらしく、泳ぐときは浮き輪を使う。
明達と出会う以前は上野にあるI・R・T（アイドル・レイプ・タワー）という吸血鬼が人間のアイドルを監禁していたマンションにいた。そこで吸血鬼のどんな要求にも従ったために、吸血鬼達のアイドルに対する扱いの過激化を招いてしまう。その後、明達を連れてI・R・Tに向かい同じく監禁されていた他のアイドル達を救出するも、前述の理由により彼女達からは恨まれており、再会時には激しく罵倒された。
池袋駅で逃亡を試みるも吸血鬼に捕まり、性的暴行に遭う直前に明達と出会い救われる。その後、氷川台の人間の集落に向かう様に促されたが、池袋駅の地上に出た明達と合流し彼女のファンが居るサンシャインビルまで案内する。ファンから筏を貰い、上野まで明達と同行する。
姑獲鳥討伐後はI・R・Tに訪れ、上記の通り他のアイドル達から罵倒されたため、自分の後ろめたい過去を知られながらも自分の居場所は明達の元にしかないと懇願する。誰にでも後ろめたい過去はあると言う明の理解を得て本格的に明の旅に同行する。
血の楽園では労働地区のテントで地獄のような環境で絶望していた人間たちに歌を披露した。その結果、それを聴いた人間たちが自分たちが人間であるという活気を取り戻し、反乱を起こすのに一役買った。
歌舞伎町編では、デコ女の襲撃中に吸血鬼に見つかり拉致され、歌舞伎町で遊郭に売り飛ばされる。身体を酷使される一方、小春達と知り合い懇意になる。直後にハンディ・ハンディ様に見つかり、殺されそうになるも小春に助けられ、そのまま匿われる。このことがきっかけで歌舞伎町内の男と女との争いが起き、やがて捕まって処刑されかけるが、勝次に救出される。
左吉（さきち）
クソ喰い爺との戦いで明に助けられた、色白のやや太った少年。勝次の弟分を自称（ただし、本人曰く勝次より年上）し、その体格からか勝次からは「デブの左吉」と呼ばれている。
空手の師範代だった父親に守られ母と3人で東京で暮らしていたが大勢の吸血鬼に襲われ両親を失い、1人生け捕りにされ人間保管庫の牢屋へ放りこまれる。その外見と少女のような柔肌が災いし、そこで他の人間に犯されそうになったところを勝次に助けられ以降、勝次を兄貴分として慕うようになった。その後、勝次と牢屋を脱出し吸血鬼の追撃から逃れたようとしたが、勝次が捕まってしまい常に聞かされていた明に助けを求めるため落として行った勝次の帽子を受け継ぎ、明を探していた。
クソ喰い爺との戦いの後は勝次が東都ドームに連れて行かれたことを明に伝え、自身もそれに同行する。
蟲の王との戦いの前では、国会議事堂へ向かう直前にて自衛隊の一人に肩を撃たれて負傷する。その後は医務室にて治療を受けていたが、蟲の王の討伐後にトイレのために外に出ていたところを偶然通りかかった拷問野郎に襲われ、頭を食われた挙句体を乗っ取られる。

## その他の本土の人間

### ショッピングモールまで
岩田 健太（いわた けんた）
本土の人間の生き残りの一人。妻の葉子からは「ケンちゃん」と呼ばれている。人間狩りで妻の葉子共々窮地に立たされるが、明に助けられる。以降行動を共にしていたが、ショッピングモールでの戦いが終わった後、自分は明のようになれないと悟る。その後、葉子と産まれてくる子供を守ることを明に誓い、そのまま明と別れた。
岩田 葉子（いわた ようこ）
健太の妻。妊娠している。人間狩りで吸血鬼に捕まってしまうが、明に助けられる。
遠山 勇（とうやま ゆう）
本土の人間の生き残りの一人。コンビニで健太に襲い掛かるが、彼が人間だと知ると攻撃を止める。彼曰く人間に会うのは2ヶ月ぶり。
健太に人間の救世主の話をする。

### 大阪まで
新田 翔（にった しょう）
父と共に東京を目指す少年。日本での惨劇を目の当たりにした為、笑顔を失っている。戦いに出向いた父を追って、幸恵と共に明たちを追いかけてきたが、そこで父の無残な姿を見てしまう。後に明の友達となる。父親を喪った後は、幸恵が面倒を見ている。
明がニセ雅(西山)との戦いに決着をつけて大阪を離れる際、去り行く明に泣きながらも笑顔を見せた。
新田 豪（にった ごう）
翔の父親で長髪の男性。半年前の事件で東京に旅行に行ったきりとなっている妻を探す為、同じく東京を目指す人間たちと親子揃って旅をしている。その後トンネルの人々とニセ雅のアジトへ向かい、途中明が敵から奪った銃を装備してニセ雅によって外に放たれた肉食獣に応戦するが、吸血鬼の集団に襲われて血樽に入れられてしまう。その後、明に助けられるが、既に手の施しようのない状態のため、明に介錯され死亡する。遺品のコートは明がそのまま着用した。
米山 太一（よねやま たいち）
新田親子と共に東京へ向かっていた中年男性。通称「ヨネさん」。ギャンブル狂だったため妻に逃げられてしまい、今の世の中なら許してもらえるのではと妻を探しに東京に向かう。その後トンネルの人々とニセ雅のアジトへ向かうが、左肩を弓矢で負傷。片腕が塞がっている為、マシンガンもろくに撃てず、外に放たれた肉食獣達から逃走して橋にぶら下がってやり過ごしていたところを巨大なワニに襲われ、右腕だけを残して捕食された。
岩田（いわた）
トンネル要塞のリーダー。太い眉毛と頭に巻いたタオルが特徴の男性。幸恵曰く、リーダーの地位は如何わしいことをして手にしたらしい。ニセ雅(西山)と交渉していたため地理に詳しく、釘バットで吸血鬼を倒すなど一般人にしては戦闘力もある。
また、仲間の特技を把握していたり、キリンの凶暴さを知っており仲間に刺激しないように注意を促す、仲間が弱気になると檄を飛ばし味方を鼓舞するなど作中では随所でリーダーシップを発揮している。
明達がトンネル要塞に訪れた際には、彼に要塞内の人間を皆殺しされない代わりに毎週一人生贄を差し出すことを強要されていることを伝える。彼と共にニセ雅のアジトへ向かい、仲間と共に吸血鬼や肉食獣と戦う。
幸恵（ゆきえ）
吸血鬼達への生贄として差し出される事になった女。生贄に選定された理由は、自らの保身の為に男と寝て風紀を乱した事が岩田によって語られている。
明達がトンネル要塞に訪れた日に生贄として差し出されそうになるも、雅の情報を得て戦う決意をした明に助けられる。ニセ雅(西山)との戦いの後は明に翔を任される。

### 芦ノ湖付近
山本 ゆり子（やまもと ゆりこ）
勝次の母。旧姓は吉川。かつては町一番の美人といわれ、結婚した際は多くの男が涙を吞んだ。日本壊滅後は吸血鬼化した元同級生たちに夫を殺され、息子を人質に取られ、毎日強姦されるという日々を送っている。体は噛みつかれた痕の歯形だらけ。
明たちが芦ノ湖に向かっていた間に自宅に金剛が訪れ、彼に強姦された挙句、亡者にされる。明達が死神との戦いを終えて帰って来た際、自身がこのような姿になったのは勝次のせいだと逆恨みし、捕らえて「生ムンジャナカッタ」と言い放つ。この言葉に勝次は絶望し、明に母を斬るよう懇願し、それに応じた明に身体を両断される。しかし亡者故に切られても生きており、勝次を殺害しようとするが、母を信じ続けた息子の姿を見て正気に戻る。その後は明達に自分が亡者にされた経緯を教え、精二を探す明の頼みと、金剛への復讐を果たすべくアジトへの案内人として同行する。上半身のみの状態で毛布に包まれ、勝次の押す台車に乗って移動する。
金剛のアジトへ向かう途中で自身の放つ女の匂いがエテ公を呼び寄せてしまい、匂いを遮るために顔に犬の糞を塗りたくられるも生理が始まってしまう。エテ公から逃れた後、勝次に体を洗ってもらうが、再び現れたエテ公に恐怖して脱糞したネズミの大便を再び全身に浴びる羽目になる。
金剛のアジトにたどり着き、自身を亡者化させたもう一人の金剛が鮫島・勝次・女達に滅多刺しにされ動けなくなった所を付き、首を刎ねてトドメを刺した。金剛と明の戦いが終わった後、復讐を果たした事で間もなく自我を完全に失うことを悟り、勝次に自分がいなくても強く生きることを託し、ホテルから身を投げて命を絶った。
精二の船にいた女
本名不明。精二の船に乗っていた人間の女。吸血鬼達の襲撃の後、死神の襲撃を受けて大半の他の人間が殺される中、吸血鬼四名と部屋に閉じこもって事なきを得るが、その後吸血鬼達に輪姦され続ける。その後船に乗り込んだ明と鮫島に救出されて、吸血鬼三名が殺されるが、残った最後の一人と明達が会話中に今までの怒りからか、鮫島が持ってきた包丁で吸血鬼の頭を滅多刺しにして殺害。その後気が動転して後ずさりした所、うっかり死神に触れて死神を起こしてしまい、その後死神に喰われ死亡する。

### 東京（地下）
妙子の父
本名不明。東京地下下水道で明達と出会ったやせ細った男。妻と娘の妙子の3人で暮らしていたが、蚊がまかれた日に妻を失い娘と地下鉄駅に逃げ込んだ。そこで他の生き残り達と身を隠していたが、食料が底をついた事による飢えに苦しんでいたところ、外にいた吸血鬼が娘を週に1度、数時間貸せば食料をくれると交渉してくる。始めは拒んでいたが、他の人間たちのリンチを受け娘を差し出す事を了承させられる。これにより、しばらく飢えは凌げるようになるも、ある時、妙子が戻ってこないことを心配して探していたところ、目を潰された挙句吸血鬼化させられた姿で倒れていた妙子を発見する。そのまま地下集落に連れ帰るも、非常な扱いを受けた怒りで突如妙子が邪鬼化してしまう。
その後、妙子に隠れ生き延び、食料を探して仲間と地上に出ようとしたところを明達共々妙子と遭遇し、近くの部屋に隠れ、缶詰と引き換えに妙子の情報を話した。
報酬の缶詰を2人で食べ、地上に出ようとするも、妙子と遭遇。音を立てずにやり過ごそうとするも、皮肉にも缶詰を食べていたことでゲップをしてしまい、妙子に気づかれて仲間共々そのまま捕食されて死亡する。
氷川台駅のリーダー
氷川台駅の人間の集落のリーダー。タートルネックのセーターを着た男。赤塚駅～氷川台駅の間鮫島達や吸血鬼に気付かれない様尾行を行っており、鮫島兄弟の秘密も聞いていた。
地下の食糧は氷川台駅から流れるが、流通経路を一切説明しておらず、他の駅に住む人間からは吸血鬼と接触している噂が流れるほどだった。その実態は鮫島兄弟と同様に感染したものの吸血鬼化しなかった彼の親友が、外に出て食料調達の役を担っていたためだった。しかし、その親友が鮫島達が訪れる前に姑獲鳥に殺害されてしまう。
食料を求めやって来た鮫島達に鮫島の体質の秘密を伝え地上へ食料を取りに行く様に依頼する。鮫島に依頼をしていた時は下手に出ていたが、帰りが遅いと態度がでかくなり文句を言っていた。

### 東京（池袋、上野）
にったん、まゆっち、ゆうちん、あごあご
サンショインビルに住んでいるユカポンのファンの男たち。名前はおそらく本名と見た目からユカポンが命名したもの。
ユカポンが吸血鬼達から逃亡するのを手助けした。その後、上野を目指す明たちを見送ったが、現れた吸血鬼の大群からゆかぽんを守るため、おとりになることを選び吸血鬼達を引き付ける。その後、まゆっちは邪鬼に喰われて死亡し、残りの3人も目を覚ました眠り姫に喰われて死亡した。
吉田（よしだ）
上野で勝次と捕らわれていた人間の一人。勝次からは「吉田のじいさん（ジジイ）」と呼ばれており、親しげに話していたが本当は子供嫌い。元・空き巣であり鍵開けのプロ。
針金一本でアジトの牢屋のカギを開け勝次、左吉と共に脱出するがアジトの柵を越えたところで裏切り、単独で逃げようとするが吸血鬼に見つかり追い回された。その後の生死は不明。

### 陸上自衛隊 第一師団普通科連隊
吸血鬼に占領された国会議事堂の奪還を狙う陸上自衛隊の生き残り。銃火器、爆薬、戦車、偵察用ドローン等の近代兵器を保有している。吸血鬼を一掃した後は国会議事堂をシンボルに新政府を立ち上げ日本の再建を計画しているが、蟲の王との戦いで多くの隊員を失い生き残りは50人程である。食料を奪うため隊員を殺された等の経緯から永田町周辺に侵入する民間人を信用しておらず、吸血鬼同様に敵対の対象としている。国会議事堂奪還後は生き残りの人間を集めようとしている。
連隊長
本名不明。一回目の国会議事堂奪還作戦の唯一の生き残り。右目を中心に腫れ物ができた醜悪な顔をしており、四肢を失っているため後述のつり目の隊員に車椅子で移動させて貰っている。明達にも威圧的な態度をとっているが前述の未来の日本を見据えた計画は鮫島とネズミも認めていた。
一回目の国会議事堂奪還作戦では200人の一個中隊を率いて国会議事堂奪還を試みるが部隊は全滅し、自身も身体が変異し上記の姿になってしまう。その姿になりながらも、蟲の王が地下にアジトを構えていることを突き止めた。
二回目の国会議事堂奪還作戦では遅れて戦車と率いて地下のアジトに突撃し、明達の手助けをする。蟲の王討伐後は顔の腫れ物が落ちて異形化が解け、日本の復興に全力を尽くすことを誓う。
つり目の隊員
本名不明。連隊長を補佐しているつり目で髭を生やした鷲鼻の隊員。連隊長と同様に民間人の明達に威圧的であるが、半年前に吸血鬼に家族を殺された（息子は左吉に似ている）過去を持ち、それを知った勝次は彼を含め自衛隊の認識を改める。
明達を最後まで「民間人」と呼びキツく当たっていたが、蟲の王討伐後は初めて笑顔を見せた。
十条（じゅうじょう）
自衛隊の生き残り。階級は二尉。明達と初めて遭遇した自衛隊。自分の分の食料を振る舞う等、自衛隊員の中では比較的明達に友好的に接する。
国会議事堂付近に来ていた明達を襲撃するが、明が姑獲鳥を倒したという情報を聞き、共闘を持ちかけるために明達を自衛隊の本部へと案内する。
二回目の国会議事堂奪還作戦では明達に作戦内容を伝え、蟲の王が居る最深部まで行動を共にする。
上原（うえはら）
自衛隊第七行動隊隊長。作中では口元と両腕しか見えておらず、拷問野郎による度重なる拷問のためか自分が自衛隊であることすら覚えていないほど気が触れていた。
明達が拷問部屋に訪れた時、仲間が死んでいることを知り激しく動揺する。その後来た拷問野郎に明達が居ることを伝えるも、彼にハンマーで頭を打ち付けて気絶する。その後は自分のことを思い出し、蟲の王の弱点が心臓であることを十条に伝えて死亡する。

### 東京（お台場）
北沢 希（きたざわ のぞみ）
血の楽園の近くに住んでいる少女。捕らわれた兄を助け出すために血の楽園に入ろうとしている。人間に何度も騙された過去があり、家族以外は誰も信用していない。クモが大の苦手。
明達が血の楽園の前に到着したときに隙を見て聡と共に血の入った樽を盗み出す。作戦は失敗するものの、逆に明から協力を持ち掛けられるが信用できないとしてこれを拒否する。しかし、明が噂の救世主ということに気付き協力することを決意する。協力直後は信用できないとして距離を置いていたが、行動を共にする内に信頼関係が芽生え、バサバサ様相手に囮になった鮫島を真剣に心配するなど心情に変化がみられる。兄が死んだことを知ってからは豹丸を殺すため、引き続き明達と行動を共にする。
血の楽園壊滅後は明の提案で聡と共に国会議事堂に住むことになる。その夜、鮫島への想いを彼に伝え、「大嫌い」と言いながらキスをした。
北沢 聡（きたざわ さとし）
希の弟。メガネをかけているが実は目は見えておらず空洞になっており、吸血鬼を欺くためにピンポン球を赤黒く塗った義眼をはめ込んでいる。目が見えていない分、聴覚と嗅覚が優れている。
兄を救出するため、明達と協力して血の楽園に入ることを決意する。レインボーブリッジの入り口では、一行のリーダー役として吸血鬼達と交渉する。
北沢 徹（きたざわ とおる）
希と聡の兄。故人。
吸血鬼に見つかりそうになった希を助けるため、身を挺して吸血鬼に挑むも、捕まって血の楽園の労働力として連行される。血の楽園では労働環境の悪さを憂いており、吸血鬼に交渉して死体を埋葬することや布一枚の服などを勝ち取り、周りからは英雄と呼ばれるようになる。しかし、しだいに人間が主導権を持つ事が鼻につく吸血鬼も増えていき、露骨な嫌がらせを受けるようになるが、それにも動じず平然と労働をこなしていた。彼自身は英雄になることは本意ではなかったが、絶望的な場所の中で少しでも希望を持たせるよう英雄として振る舞っていた。ある時、その噂を聞いた豹丸に呼び出され、彼の優秀な頭脳を得るために食べられてしまう。
労働地区の一角に彼の墓が建てられ、後に希と聡がそこに訪れ兄の死を知る。豹丸に食べられて死亡したと思われたが、豹丸死亡後には支配から解放されて豹丸の上半身を動かせるようになり、希と聡や明達を国連のミサイルから身を挺して守った。ミサイルが止んだ頃には腹部以外白骨化しており完全に停止した。

## 吸血鬼

### マスターバンパイア
雅（みやび）
演：山本耕史（映画）、栗原類（テレビドラマ）
身長：181cm 体重：72kg 誕生日：9月5日(年は不明)
特技：サイコジャック
好きなこと：相手に屈辱を与えること　嫌いなこと：傍若無人な人間
明と篤の宿敵であり、本作の黒幕ともいえる吸血鬼。白い髪にタキシードを着ており、目は常に赤黒い三白眼になっている。
彼岸島の吸血鬼の頭領にして感染型吸血鬼の始祖。彼岸島のほとんどの島民を吸血鬼にした張本人であり、ポンを亡者にし、篤にも吸血鬼ウイルスを感染させた。愚かな歴史を繰り返す人間を見下しており、彼らの住む世界を滅ぼそうと考えている。非常に高い求心力を持ち、彼岸島の吸血鬼のほとんどが彼に従っている他、当初は彼を憎んでいた斧神も心からの忠誠を誓わせた。先見の明もあり、病院の集落の襲撃日や田中ナオトの裏切りも見抜いていた。
武器は鉄扇であり、刃を防いだり人体はおろか邪鬼の首を切断するほど鋭い斬れ味を持つ。素手による力も非常に強く、大木を振り回したり激昂すると片手で石壁に亀裂をいれるほどである。陰陽魚をシンボルマークとしており、彼の鉄扇や部屋の扉などに描かれている。
後述の人体実験により不死の力を持っており、首を切り落とされても死ぬことは無い。体が蜂の巣になるほどの弾丸を撃ち込まれても、その弾丸を体内に取り込み、口から散弾銃のように吐き出すこともできる。異常な回復力を持ち、腕を切断されてもくっつけることが出来、高所から落下して体が潰されても時間をかけて再生できる。不死の力の他、脳波に直接影響を与えるサイコジャックを使うことが出来る。この力で全ての邪鬼を操ることが出来、直接脳に触れることで人間も操ることが出来る。ただし、あくまで苦痛による支配のため、それ以上の苦痛を与えれば逃れることが出来る。
古来から彼岸島に生息する吸血鬼一族の生き残りであり、少なくとも江戸時代から400年近く生き続けている。一族の中で唯一髪の毛が白かったため忌み嫌われており、雅自身も人間と共存する一族を嫌っていた。五十嵐率いる旧日本軍の人体実験では唯一協力的な姿勢を見せ、実験の末に混血種（アマルガム）となり、感染する吸血鬼ウイルスをばらまいて五十嵐の部下を吸血鬼に変えた。更なる力を求めて他の吸血鬼一族を喰い殺し、五十嵐も殺そうとするが青山龍ノ介(後の師匠)の不意打ちを喰らい、五十嵐に501ワクチンを打たれたことで動けなくなり軍の冷凍室に封印された。その約60年後に篤によって封印が解かれ、彼岸島のほとんどの島民を吸血鬼にした。
明達が篤と協力してケンちゃんを助ける場面で初登場した。サイコジャックで篤を操り、明達を殺そうとするが失敗して逃げられてしまう。吸血鬼や邪鬼を従えて彼らを追跡するも篤に阻まれて彼と一騎打ちとなり、その末に首を斬られてしまう。それでもまだ生きており、魚人型の邪鬼を操って彼岸島から脱出しようとしていた明達を妨害し、脱出を阻止した。また、斬られた首はその後しばらく胸にはめていた。数ヶ月後に2回目の太郎との戦いで再登場し、修行後の明に一目置き感染させようとするもそれを阻止しようとした篤を捕えて彼を感染させた。その後は涼子を守ることを条件に篤を部下に従え、501ワクチンの破壊を命じた。五重塔にて明と対峙し、戦いの末に瀕死まで追い詰めるが、隊長に殺さないよう懇願される。その後は明を最上階の秘密の研究室に連れ、吸血鬼の蚊を本土にばらまくことを伝えた。明を吸血鬼になるよう求めるも、不意をつかれて501ワクチンを打ち込まれて行動不能になる。しかし、チワワ様をサイコジャックで操り、ワクチンの効果が切れるまでの時間を稼いだ。ワクチンの効果が切れた後は明を張り付けにし、バイオテロを決行するまでの47日間に自分を殺しに来いと告げ、置き土産として顔に切り傷を付けた。
【最後の47日間】では蚊の第二育成所の襲撃の終盤に突如として現れ、師匠(邪鬼)を殺した。離れ島で明と再び対峙し、明の右腕を切り落とした。その後、本土に渡りバイオテロを決行して日本を壊滅させた。最後は壊滅状態の浅草で高笑いしている場面で本章が終了する。
【48日後…】では東京に腰を据えており、吸血鬼達の間で救世主と呼ばれている。また、後述の5体の雅の息子を腹心として従え、彼らのナワバリを定期的に徘徊している。明との戦い以来、何をやってもつまらないと退屈しており、明との再戦を望んでいる。
鮫島兄弟が地上の食料調達をしていた時に、水を飲むために偶然出くわす。精二の仮面の下が異様であることに気付き、彼を喰い殺し、邪魔をしてきた兄の鮫島の右目を抉った。
ゲームでは冷の双子の弟で冷に酷似しており、彼女に変装したこともあった。その際は篤と濃厚なキスを交わし、篤の体内に吸血鬼ウイルスを注入したことがある。冷と対を成す存在。明が篤からお守りとして貰った、特殊な石に極端に弱い。また、小学生の時に発症したため、原作と違い容姿は少年の姿をしている。

### 吸血鬼（一般種）
グラサン野郎
本名不明。作中最初に明達が戦った吸血鬼。本土で冷の監視役をしている大男でサングラスをかけていることから、加藤からグラサン野郎と呼ばれる。瀕死時以外は髪が白い、犬を直接噛みちぎるなど、後に登場する吸血鬼とは異なる特徴がある。白い髪を隠すため、普段はカツラを被っている。
冷と明達の共闘により、背後からケンちゃんの包丁で切られて明に頭を強く打ち付けられる。それでもまだ生きており、河原でさまよっていたところを明、ケンちゃん、西山の3人に何度も頭を大石で潰されて完全に死亡する。
太郎の祖父
太郎の邪鬼使いである老人の吸血鬼。太郎とは祖父と孫の関係だが、彼にお仕置きすることを楽しみにしており、持っている杖の先端には刀が仕込んである。太郎に苦痛を与えたり、人間を殺すことに快楽を感じ、年甲斐もなく勃起するなど歪んだ嗜好を持っている。自身は戦わずほとんど太郎を使役するだけだが、明の攻撃を躱すなど身のこなしが軽い。
明と篤に敗れた太郎の前に姿を現し、皮膚を剥がして止血するよう太郎に命じた上、脳に直接手を入れて弄るお仕置きをする。その後、自ら明達の前に姿を現し、再度太郎を差し向けるが、師匠の攻撃により迂闊に太郎に指示が出来なくなった挙句、篤の作戦により太郎と共に谷底へ落下した。
【最後の47日間】では最後の育成所がある離れ島の港の第二関門にて、3人の女の邪鬼使いのリーダーとして彼女達を介して3体の邪鬼を操って人間軍を苦しめた。自身は遠くの屋根の上に隠れていたが、田中ナオトのアドバイスにより隠れ場所を見破られ、明によって屋根から落とされる。窮地に立たされたと思われたが、太郎を差し向け明を捕える寸前まで追い込む。その時の嬉しさからか、興奮して自慰行為をしてところを、ユキに西山が投げたダイナマイトの付いた矢で頭を貫かれ、死にたくないと叫びながら爆死した。
五十嵐 一郎（いがらし いちろう）
声：千葉繁（ドラマCD）
演：山本龍二（映画）、鶴見辰吾（テレビドラマ）
身長：167cm 体重：55.7kg
特技：医学
好きなこと：お国のために命を懸けること 嫌いなもの：米国
大日本帝国陸軍（日本軍）の軍医中佐。「五十嵐部隊」の隊長。「彼岸島ニオケル吸血病ノ報告」という報告書を書いた人物。約60年前（昭和17年）、日本軍を率い、当時島に棲息していた吸血鬼を兵士として利用しようと彼岸島に上陸する。吸血鬼の一族を生体実験に利用し、不死の軍隊を作ろうと試みるが、実験の末に雅をアマルガムにさせてしまい、吸血鬼化が感染病となる原因を作ってしまう。雅の暴走を止めるため、青山龍ノ介(後の師匠)と協力して501ワクチンを使って行動不能に追い込んだ。しかし、雅の力に対して期待を捨てきれず、殺さずに研究用の冷凍室に封印した。その際、龍ノ介に大型獣用連続注射器を託す。
上記の経緯は「彼岸島ニオケル吸血病ノ報告」に記載されていたものでその後の行方は記載されていなかったが、炭鉱にて吸血鬼となり、約60年もの間生き長らえていたことが判明する。長い炭坑生活によってか、這いつくばるように移動し、精神や言動などに異常が見られるが、未だ「お国の為」という信念は捨てていない。百目型の邪鬼の爪に引っ掻かれ重傷を負った明をユキの血液との交換条件で治療した。その後は501ワクチンがある彼の研究所の案内役を任されるが、何度も裏切っては明に制裁を加えられ、しまいには両腕を縛られた。彼もまた501ワクチンを探しており、その理由は人間に戻り、人々の役に立ちたいと語っていた。しかし、彼の研究所についた矢先に待ち伏せしていた篤に刀で首を斬られて絶命する。
ゲーム未登場。
監督のオファーにより映画には登場し、雅に仕えるマッドサイエンティストとなっている。
ドラマ版では雅を追い込んだ後に刀で自決し。吸血鬼にならず遺体はミイラ化していた。
隊長
本名不明。10人の雅の護衛隊の隊長を務める老人の吸血鬼。初登場時は他の護衛隊とは色違いの僧侶の恰好をしていたが、チワワ様によって頭を燃やされて以降は頭頂部がハゲてカッパのような頭になり、まり子によって下半身を失って以降は上半身裸にリュックサックに入った姿で行動する。泳ぎが得意でかつては「カッパの隊長」と呼ばれたことがある。
初登場時は敵として明と対峙するが、後述のきっかけで明と共に行動するうちに、吸血鬼でありながら利害や勢力を越えた絆が芽生えており、やがてお互いを信頼しあう関係にまで発展する。明に友好的に接する理由としては、彼曰く「孫が生きていればお前と同じぐらいの年だった」とのこと。共に行動してからは明と共闘したり、邪鬼の情報を提供したりなど狂言回しの立ち位置も務める。
要塞寺に単身乗り込んで来た明の前に立ちふさがり、雅の居場所を教える代わりに部下である10人の護衛隊を明に差し向ける。護衛隊が全滅すると、保身のために雅が五重塔にいることを教え、そこまでの案内人を務めることとなる。最初は雅に殺してもらうよう懇願していたが、不本意にも明と共に五重塔に閉じ込められてしまったため、雅のいる最上階まで手を組むことになった。手を組んで以降はコミカルな面が増え、やたら明に対して威張るが素直に感謝されると照れるなどどこか憎めない性格が浮き彫りになる。道中でまり子に捕まり、拷問により下半身を失うがその状態でも明と共闘してまり子を倒した。雅と明との戦いでは、明が雅によってトドメを刺されそうになった時に明の助命を雅に嘆願する。明の敗北後はチワワ様に乗り、雅と共にどこかに去っていった。
【最後の47日間】では蚊の第一育成所にて再登場する。明の悪口を言った吸血鬼に歯向かったため、牢屋に入れられていた。道案内の為明に助けられ、大糞赤子の部屋にて明と共闘で赤子を倒した後、その場で吸血鬼と人間が相容れないことを嘆き涙を流し、明とは一旦別れる。その後、501ワクチンの管理を雅から任され、これを聞きつけた明が彼のもとを訪ね、その保管庫のある洞窟でまたしても邪鬼を共闘する。最後の育成所にも登場し、雅の下に案内するが、事前に明を地下に閉じ込める代わりに明を見逃すという取引を雅と交わしており、明に目隠して妨害し、雅の手助けをしてしまう。
【48日後…】では明の回想でのみ登場。半年間明と共に離島で暮らしており、右腕を失った明に仕込み刀の入った義手を作った。明が本土に渡る際には身を呈して反対したが、あくまで雅を倒すのが目的という明に首を斬られて死亡する。その別れ際には吸血鬼に容赦の無い明も涙を流していた。
スピンオフ作品「彼、岸島」では護衛隊の育成に力を入れており、十盾(ディエス・エクスードス)である護衛隊の他、下部組織である十盾・Jr(ディエス・エクスードス・ジュニア)も率いていた。
石田 権蔵（いしだ ごんぞう）
10人の雅の護衛隊の一人。一般の吸血鬼より一際巨大な吸血鬼。要塞寺の見回りをしており、近付いた者は例え吸血鬼であっても容赦無く成敗する。
明が単身要塞寺に乗り込んできた際に、護衛隊の最後の一人として金棒を用いて奇襲を仕掛けるが、あっさりと倒された。
スピンオフ作品「彼、岸島」では佐々岡の従兄弟であることが判明し、彼のことを「孝兄(こうにい)」と呼び、彼の前では口調も子供っぽくなる。また、吸血鬼になる前は背が低く、佐々岡からはチビ助とも呼ばれていた。吸血鬼化した後はかなり出世し、護衛隊では最強である十の盾の地位に就いている。
月島 奈々（つきしま なな）
吸血鬼側のスパイとして抵抗組織の隠れ家に忍び込んでいた女吸血鬼。牙の有無以外はユキに似た顔をしている。
蚊の第一育成所制圧後に抵抗組織の隠れ家に忍び込むが、情報が洩れ西山の家の戸棚に隠れていた。西山に発見されるも、ユキに似た外見からか匿われる。その後も彼から食糧や血も提供され、優しくされていく内に恋心が芽生え、ついには肉体関係になる。その後、西山の手引きで隠れ家から脱出し、見返りとして蚊の第二育成所の地図を渡そうとするが、目を離した隙に西山が吸血鬼に囚われてしまう。その後は秘密裏に救出し、子供の頃遊んでいた秘密基地に彼を匿う。そこで西山に同じ吸血鬼になって欲しいと願うも、それだけは出来ないと断られる。地図を取りに村に戻ると、西山救出に来ていた明に首を貫かれてしまい、婆々に助けられる。秘密基地に戻るも、避難してきた吸血鬼達だらけになっており、西山を助けるため、明に決死で戦いを挑む吸血鬼達と共に行くことを決意する。それにより、西山と別れ死を覚悟して、西山との来世での出会いを願い、村の吸血鬼達と運命を共にした。
権太郎（ごんたろう）
奈々と幼馴染の中年吸血鬼。ゴム手袋をしたまま鼻をほじる。
たまたま櫓で昼寝をしていたところを西山を発見し、仲間に通報して捕らえさせる。西山に惚れた奈々の弱みを握り、彼女を全裸にさせた挙げ句肉体関係を迫るが、逆に彼女に抵抗された末に農具で滅多刺しにされ死亡する。
作中では珍しく、人間ではなく一般の吸血鬼によって殺害された。
婆々（ばあば）
鼻がない（鼻中隔が見えている）老婆の吸血鬼。権太郎からは「ババア」と呼ばれて慕われている。捕らえられた西山を全裸で監禁し、足の裏に棍棒のようなもので打つ拷問を加える。睡眠時はナイトキャップをかぶっている。西山を捜しに来た明に首を貫かれた奈々を命懸けで助けたり、死を覚悟した奈々達仲間を励ますなど、仲間思いな所もある。直接的な描写は無いが、最期は奈々達と共に明に戦いを挑み戦死した。
隆史（たかし）
邪鬼となってしまった吉昭の兄。健太とは顔見知りで、元野球部。遊戯施設のボールプールに隠れていた処を明に見つけられ、吉昭と集落のボスのことを明に説明したあと、首をはねられ死亡した。
ゆかぽんのファン
池袋駅に居た肥満体の吸血鬼。アイドルのバッヂを服に付けている。吸血鬼になる前はゆかぽん推しのアイドルオタクであり、コンサートにも良く行きCDにお金を使い握手会にも何度も行っていた。
吸血鬼になった後にゆかぽんを発見し人間のまま飼っていた。肩を揉んでもらったお礼に胸を揉んだり、セックスも好き放題、アナルも覚えさせたりと夢の様な生活を送っていた。
逃げたゆかぽんを捕まえ暴力でアナルセックスを強要している所で明達と遭遇、襲い掛かるも返り討ちに合い両腕を切り落とされると「ゆかぽんとは愛し合ってる、今やろうとしてたのは愛の行為」と命乞いを始めたため、鮫島はゆかぽんに包丁を渡し判断を委る。最後はゆかぽんに頭をめった刺しにされ今際の際までゆかぽんへの愛を叫びながら死亡した。
ゆう太
血の楽園の上級国民の少年。かつて弟がいたが、感染した際に異形の生物となり自殺した。
母から困っている奴を見たら助けるよう言われており、吸血鬼に追われている勝次を自分の家に誘う。彼を助けたのには勝次の異形化した腕が上記の弟と重なっていたからであり、他の吸血鬼の友達に指摘された際には庇う様子を見せた。人間だった頃の生活は最高と言ってはいるが、人間を家畜以下と主張するなど吸血鬼らしい考えを持っており、それが原因で勝次は彼の元を離れることになる。明と豹丸が交戦中の際に片腕を失って逃げ惑う姿が見られたが、以降は登場せず生死不明。
百足婆（ムカデババア）
歌舞伎町を遊郭を取り仕切っている、和装した巨大な老婆の吸血鬼。背中には名前の通り百足の刺青を掘っている。武器は棘付きの鞭で肉を裂くほどの威力を持つが、素手でも男吸血鬼を複数人吹き飛ばす程の怪力を誇る。
最初はユカポンにキツくあたるが、歌舞伎町の内乱ではユカポンに味方し、追ってきた男吸血鬼達を蹴散らした。直後に捕まるも小春に救出された後は五本線としばらく取っ組み合いとなるも、自身の下半身を犠牲にして動きを封じ、上半身だけで小春の窮地を救った。しかし、再び現れた五本線に杭で動けなくされた挙句、首をはねられる。最期は小春に出会ったばかりの話をしながら息を引き取った。
小春（こはる）
ネズミの姉で、口元にホクロが2つあり巫女の恰好をした女吸血鬼。吸血鬼ではあるが、牙は削っており普段は人間と変わらない外見をしている。性格は非常に攻撃的だが、ユカポンに対しては初対面時から優しい態度をとっている。
歌舞伎町では最も人気のある遊女の吸血鬼で、人間と変わらない外見をしているのは人間を抱きたいという物好きの吸血鬼に合わせたためである。また、客の前では攻撃的な性格はなりを潜めて従順となる。
元々は男に売られて初日で唯一百足婆の指をかみちぎろうとしていた。その性格から百足婆からは心配され、彼女の死に際には本気で男に惚れてもバチは当たらないと忠告された。
真夏と冬美が明によって殺され、その仇で殺そうとするもユカポンに止められる。歌舞伎町壊滅後はユカポンを守るため、また明が善人か見極めるため明達に同行する。
竹馬街ではユカポンを救出するため明と白髪族のエリアまで同行する。最初は明に対して殺気立っていたが、白髪族の吸血鬼から襲われたところを助けられ、自身の血を飲ませたところから明に対して感情に変化が出始める。
真夏（まなつ）
歌舞伎町の遊女の一人でナース服を着た女吸血鬼。男に惚れやすく何度も裏切られてはすぐに別の男に恋をするらしい。過去に二度ほど男と一緒に抜け出しては捕まっており、その度に小春が土下座して借金を肩代わりしている模様。
冬美（ふゆみ）
歌舞伎町の遊女の一人でOL風の服を着た女吸血鬼。大人しい顔をしてかなり嫉妬深く、過去に他の女に目移りした男の客に包丁をもって大暴れし、相手の女の指を全部切り落した。歌舞伎町の内乱ではユカポン、小春、真夏と合わせ、四季のアマゾネス団と勝手に命名した。
五本線の男
本名不明。線の本数でランク付けされている歌舞伎町の男吸血鬼の中でも特に位が高い。上半身裸で頭には複数血管が浮き出ている。百足婆に匹敵する巨体と怪力を誇る。かつて人間だった頃はゴルフを嗜んでおり、仲間内では最もドライバーを飛ばしていた。
歌舞伎町の内乱ではユカポンの処刑を取り仕切り、彼女の要求を呑むなど寛大な対応をした。直後に勝次によってユカポンが救出された際には捕えようとするも、百足婆に足止めされしばらく戦闘となる。百足婆の殺害には成功するも直後に勝次に片目を潰され、明によって一太刀で斬り伏せられる。
明の母
白髪族の遊女の一人として明と驚愕の再開を果たす。人間時代の様子は【無印】に少し登場する。

### 邪鬼（オニ）
以下に挙げるのは固有種のみ。一般種については彼岸島#登場する化け物の邪鬼の項を参照。

#### 彼岸島に登場した邪鬼
太郎（たろう）
身長：15m 体重：3t
必殺技：邪鬼使いの意のままに動くこと
着物を着ている巨大な邪鬼。口には無数の牙があり、長く伸びる舌がある。頭に被っている笠の下には巨大な単眼が存在する。腹には女性器のような形状をした口が存在し、そこから人間の血を一気に吸い尽くす。この口の中にも長く伸びる舌がある。少々の感情を持っているらしく、自分に重傷を負わせた明や篤、邪鬼使いである太郎の祖父のお仕置きに対して恐怖心を抱いていた。
抵抗組織の隠れ里を襲撃し、捕えた人間達の護衛をしていたが明と篤の共闘により倒される。その後、邪鬼使いである祖父の指揮により着物を脱いだ状態で再度明達の前に現れ、前述の腹部の口から伸びる舌を使って人間軍を苦しめる。しかし、明によって左足部分の足場を崩されて崖から転落して雪崩に巻き込まれる。
【最後の47日間】では最後の育成所がある離れ島の港の第二関門にて、祖父の命令により再度明達の前に現れ、田中ナオトを捕えて血を吸い尽くした。更に明を捕らえるが、直後に祖父が死亡したことにより暴走し、明の誘導により第二関門突破に利用される。その後も明を追いかけるが、加藤が張った特殊ワイヤーの罠まで誘導され、全身を輪切りにされて死亡した。
姫
身長：31m 体重：8t
必殺技：強酸性母乳巻きつき
初の女性型邪鬼。炭鉱内で唯一若い女性の顔をしていることから五十嵐中佐の皮肉によって「姫」と名付けられる。巨大なムカデのような見た目をしており、その表面に無数の乳房、背面には背骨、側面の左右には数え切れない程の人間の腕がある。女性の顔の顎部分にも巨大な口があり、この口で獲物を捕食する。乳首からは母乳を噴き出すが、その主成分は硫酸である。目を合わせると形相が大幅に変わり、生物を執拗に喰い殺そうとする習性を持つ。普段は炭鉱の螺旋階段の空洞を上下に徘徊しながら潜んでいる。暗い炭鉱内に非常に長い間おり、極端に光に弱い。
明達が炭鉱で501ワクチンを探していた道中で遭遇し、明が目を合わせてしまったことから執拗に追い掛け回した。一度は振り切るが、炭鉱を脱出する道中で再度追跡した。追跡を続けるうちに外に出てしまい、日光に目がくらんで炭鉱内に逃げ込んだ。後に雅が彼女を発見し、抵抗組織が病院の集落を制圧した直後に明が不在の隙を突いて他の邪鬼と共に襲撃した。襲撃後は雅の手によって剥製にされ、五重塔の剥製の間に飾られる。
あしなが婆さん
足が長い老婆の姿をした女郎蜘蛛（絡新婦）の姿をした邪鬼。胸からとても垂れた乳房が垣間見える。額には5つの蜘蛛の目があり、歯茎から牙を出す。尾と口から糸を吐き、尾は麻痺性の毒針にもなっている。人間を糸でぐるぐる巻きにしてから食べる。命名者は師匠と田中ナオト。病院の集落にある病院を縄張りにしている。
その正体は田中ナオトの母親であり、本名は田中 美香子（たなか みかこ）。村一番の美人で師匠も彼女のことを知っていた。吸血鬼の血が混ざった水を飲んだことで感染し吸血鬼になるが、田中ナオトによって自分の血を与えて密かに匿われる。しかし、ナオトが任務により長期外出をしている間に邪鬼に変態してしまうが、ナオトに対しては微かに意識が残っており、ナオトはそれを利用して彼女の邪鬼使いになった。
病院の集落が抵抗組織の総攻撃により制圧されそうになったところに現れ、音もなくユキ、ケンちゃん、加藤を捕らえて病院に連れ去る。病院に潜入した明と師匠の共闘の末、手足を斬り落とされ屋上まで逃げ込み追い詰められ、涙を流しながら命乞いをする。自分が助からないことを確信すると、残った理性で人間としての死を選んだ。明に刀で首を斬られ、更に頭を潰されて死亡する。
作中明が初めて完全に倒した邪鬼。
蛇
水上の集落にある蔵に幽閉した師匠を監視するため配置されていた邪鬼。見た目は巨大な蛇そのものであり、身体を伸ばすと蔵の天井を軽く突き抜けるほど長い体躯を持つ。舌には多数の人の顔があり、相手を嘲るような笑い声を上げる。刺激しなければ大人しいのだが、非常に敏感で水溜りに足を踏み入れた際の水音に反応するほどである。興奮すると首の周りに襟巻きが現れる。襟巻きには目（の模様）があり、相手に相当な威圧感を与える。蛇というだけあり動きは素早い。泳ぎも得意で手漕ぎのボートで逃げ切ることは到底できない。明たちが脱走させた村人を次々と喰らい、壊滅寸前のところまで追い詰めるが、西山が率いる別働隊の自家製のロケット弾による一斉射撃を浴び、森へ逃げ込んだ明たちを見失う。その後は暴走して水上の集落に残っていた吸血鬼達を襲い、集落壊滅の原因を作った。
なお、吸血鬼達のセリフから邪鬼使いが居たようだが、登場はせず消息不明。
満腹爺（まんぷくじじい）
温泉の集落にある地獄谷の地下洞窟に封印されていた邪鬼。人間型だが、頭が2つあり腹が餓鬼のように膨らんでいる。腹以外は白骨化したかの如く痩せこけている。名前は食欲旺盛であり、「いつも腹が減っているようだから」という理由で吸血鬼たちから命名されたもの。腕が非常に長く、どこまでも伸びる上に指も6本に発達している。視力はほとんどないらしく、匂いで獲物を見つけて捕食する。その嗅覚は離れた獲物の位置を的確に把握し、即座に手で掴むことができる程のものであるが、逆に鋭敏すぎるためか体に塗った糞の匂いで目の前にいる獲物さえ見失う。
元々は温泉の集落にて吸血鬼の管理下にあったが、邪鬼使いを食い殺してしまい、暴走して村の吸血鬼たちを襲って手が付けられなくなったため、最終的に斧神と雅の2人がかりで崖下にある洞窟に幽閉されたという。強酸の泉の中でも平気で動き回り、更に酸を口に含んで撒き散らしたりと、住処である地獄谷に順応している。満腹爺の顔をした巨大なゴキブリを産むことが出来、追い込まれると腹から一気に「産卵」する。
地獄谷に落ちた明と斧神を襲い、武器を持たない彼らを相手に優位に立つ。明を食らおうとするところまで追い詰めたが、武器（青龍刀と大型の鎖鉄球）を手に入れられ形勢逆転。強酸の泉へと逃げ込み、酸とゴキブリによる遠距離攻撃を行う。斧神の振り回した鎖鉄球に捕まった明に一気に接近され、背中に飛び乗った彼の圧倒的な猛攻によって両腕や肩、両首を斬り裂かれて死亡した。
チワワ様
雅のペット。なまはげの顔と虎のような胴体、人間の後肢を持った獣のような邪鬼。首の関節が無いかのように（あるいは、そもそも胴体と繋がっていないかのように）頭部だけを高速で回転させる事が出来る。並の吸血鬼なら一瞬で黒焦げになるほどに超高温の火炎を口から吐き出す。火炎放射の前に長い予備動作を要するが、この際に全身から耐え難い輻射熱を発するので、知識があれば「炎を吐こうとしている」事が分かるようになっている。
要塞寺のはずれの岩島上に立つ五重塔の1階に中に棲息しており、彼を外に出さないために五重塔の入り口は外側から閂がかかっている。五重塔に入った明に襲い掛かるも、隊長と手を組み逃げられる。雅が501ワクチンを撃たれ瀕死の重症を負った際にはサイコジャックによって操られ、ワクチンの効果が切れるまでの時間稼ぎに利用される。
【最後の47日間】では蚊の第二育成所から撤退しようとする抵抗組織の前に再登場する。人間軍を苦しめるが、師匠(邪鬼)によって押さえつけられ頭部を捕食されて死亡した。
大糞赤子
蚊の第一育成所の奥にある実験場にて幽閉されていた邪鬼。トカゲかサンショウウオのような巨大な図体に人間サイズの複数の前足、赤子の顔をしているが、頭の上に大きな口があり常に尻尾にある複数の肛門から大便を垂れ流して歩く。人間のゲロ（吐瀉物）が大好物でとてつもなく長いへその緒を触れられるのが大嫌いであり、触れると大暴れする。この邪鬼の吐く息は隊長曰く生物が浴びると肌がただれてやがて死ぬといっているが、実際は爛れる所か鉄をも溶かしてしまう。人間・吸血鬼はおろか邪鬼を食べる事さえある。
実験場にて吸血鬼の妊婦の腹で邪鬼化し、腹を突き破って生み出された。あまりの凶暴性を雅が大変気に入り、実験場で飼育されていた。
蚊の第一育成所脱出の途中で実験場に迷いこんだ明を襲撃する。最期は明と隊長にパイプで作った槍に手足を床に串刺しにされ動きを封じられ、頭中を複数の槍で貫かれ、首を斬られて絶命した。
師匠（邪鬼）
蚊の第二育成所にて閉じ込められた師匠が限界を迎えて変態した邪鬼。腹部が大きめの昆虫の見た目をしており、腹部には細い足が無数に生えており、胸部には人間ような巨大な両腕が生えている。その脇にハサミムシのようなものが生えており、それにより、壁や人間を切り裂ける。また、その部分からも飲食出来る。頭部には師匠の上半身がそのまま形を残している。足には薄い毛が生えており、それにより壁を登ることができる。
蚊の第二育成所にて師匠がこの姿になり、明達を苦しめた。明により邪鬼部分の口中にダイナマイトを投げ入れられ、爆発の影響で吸血鬼ウイルス媒介用の蚊の工場の瓦礫に埋もれた。そのまま絶命したかに見えたが、明たち人間軍の絶体絶命のピンチに際し、皆の師匠を呼ぶ声に呼応、邪鬼の本能を強靭な精神力で押さえ込み吸血鬼達の追撃を身を持って食い止め明たちを逃がす。更にはチワワ様を逆に食い殺すまでの獅子奮迅ぶりを見せるが、最後は不意に現れた雅に気付く間も無く邪鬼部分の首を切断される。
作中では唯一人間に味方した邪鬼であった。
牛乳女（うしちちおんな）
大糞赤子の母親が邪鬼化した姿。隊長曰く、最悪の邪鬼。乳が牛のように複数付いている。乳からは母乳が出るが、甘いだけで栄養は無い上に、ヘロイン並みの中毒性がある。一度飲むと止められなくなり、やがて栄養失調で死ぬまで飲み続ける。また、愛液は体にかかると皮膚が非常に爛れる（吸血鬼には効果は薄く、爛れた皮膚の治りも早い）。腕からは、鋭く長い爪が生えている。
かつては妊婦の吸血鬼だったが、体内の胎児が腹の中で邪鬼となり、大糞赤子が腹を突き破って誕生してしまう。腹を突き破られてもなお、母親の愛情で生きており、様子を見に来た研究員の吸血鬼に発見されるも、子を探して吸血鬼達に襲い掛かり、牢屋に入れられ、そこで邪鬼化した。
501ワクチンを隠した洞窟に放たれており、涼介と明を母乳の餌食にするが、隊長のおかげで僅かに正気を取り戻した明に乳を全て切り落とされ、最後は首を切り落とされ絶命した。作品では珍しく人間を捕食するシーンは無く、捕らえた人間を「ボウヤ」と呼ぶ。母乳の影響で、この邪鬼に母性をも感じる。明も「嫌いじゃない」と言い、亡骸の目を閉じて別れを告げた。
椿（つばき）
おかっぱ頭の女性型の巨大な邪鬼。目の部分からチューブ状の触角が生えており、先端の牙が生えた口から人間や吸血鬼を吸い込む事が可能。のどの辺りに巨大な口があり、体のあちらこちらから指が生えている。視力は一切無い代わりに嗅覚が発達しており、時おり顔面に無数の小さな穴がプツプツと空き、ニオイをかいで獲物の位置を知る。
元は雅の付人の吸血鬼で、雅に片思いをしていた。次第に独占欲がつのり、自分のものにならないなら殺してしまおうと雅の飲むお茶に毒を盛ってしまう。その程度で雅は死なず、怒った雅や他の吸血鬼たちに追及されるが、それでも雅への想いは消えず「貴方を見ることがかなわない目など要らない」と、自分の両目を潰して謝罪し、死罪は免れた。その後邪鬼に変態し、地下の洞窟に作られた餌場で飼われており、吸血鬼や人間を痛めつけては捕食していた。邪鬼になっても目が無いままになっている。
地下の洞窟に落とされた明と隊長、そして後から合流してきた亮介と交戦する。明にギロチンで頭を切られたが、死ぬまでに時間がかかり、暴走の末に亮介を食い殺した。

#### 本土に登場した邪鬼
吉昭（よしあき）
ショッピングモールで人間や吸血鬼を喰っていた邪鬼。三叉槍のような尻尾がついており、性器が蛇の頭のようになっている。
かつては健太の知人だった隆史の弟で、モデルをするほどの美少年であり、優しい性格で人のいい人物だった。しかし、邪鬼化した際には見る影もなく醜悪な顔になってしまっている。
明達がショッピングモールに訪れた日の朝に邪鬼化し、集落のボスを捕食した。まだボスが消化しきれてないと考えた明と戦闘に入り、明に頭の表皮をはがされ、むき出しになった脳を滅多刺しにされダウンした。まだ生きていたが、動けなくなった所を腹を開かれボスを取り出された。その後やって来たユリと交尾をしだすが、そのまま死亡し亡骸はユリが抱えて行った。
ユリ
吉昭の叫びを聞きつけ、ショッピングモールにやってきた邪鬼。蛇のような細長い体に大量の乳房が体中に生えており、人間の数倍の体躯を持つ吉昭よりも更に巨大。
かつては健太の妹であり、吉昭と付き合っているという噂が立っていた。健太は彼女が吸血鬼化したことは知っていたが、邪鬼になっていたことは知らなかった。
明に深手を負わされた吉昭の前に現れ、吉昭と交尾を行う。その光景を見てパニックになった人間たちに怒り、捕食しまくる。その後、絶命した吉昭の亡骸を抱えてどこかへと立ち去っていった。
ユキ（邪鬼）
ユキが邪鬼化した姿であり、大阪の置天閣を中心に徘徊していた細身で超巨大な邪鬼。花のような形の頭部、背骨、クモのような複数の手足と尾からなる。置天閣をへし折って、大阪城まで投げ飛ばすほどの怪力をもつ。頭部の口の部分にある蕾から針のような触覚を飛び出して攻撃、もしくは人間や吸血鬼を捕食する。なお、頭部自体は切り落とされても顔の形を変えて、すぐに再生する。背骨のコブの一つが邪鬼化する以前のユキの上半身の姿として原型を留めており、ここが弱点になっている。邪鬼化した状態でも意識は残っており、何度も「アキラ」と呟いていた。
ユキの邪鬼使いとなった西山によって明と戦った。戦いの末に明によって全ての顔の触覚を置天閣に固定された後、弱点であるユキの上半身を斬られ、倒された。そのまま死亡したかに見えたが、西山にとどめを刺そうと近づいた明から身を挺して庇いつつ許しを乞うなど、意識はかすかに残っていた。しかし、辞世を決意した西山はユキと共に果てることを選び、最期は二人揃って明に斬首されて死亡した。
死神
芦ノ湖にある精二が仕切っている方の遊覧船で寝ていた邪鬼。骸骨頭で、体から複数の腕が生えており、内二本の腕は、指自体が腕の形をしている。股間の陰部の先に目がついている。また、背中から羽を出し、空を飛ぶことも可能（邪鬼としては初）。睡眠を妨げられるのが嫌いであり、少しでも体に触れられるとすぐに起きて暴れ回る。
元々は芦ノ湖付近の町にて人間や吸血鬼を捕食していたが、金剛の命令で、強い邪鬼を探していた吸血鬼たちを追って、逃げ込んだ精二の遊覧船を襲った。睡眠中に精二を探しに来た明と鮫島が助けた女が体に触れたため、目覚めて暴れ始めた。明たちを窮地に追いやるも、勝次が鮫島の船を体当たりさせた隙に湖に落ち逃げられる。しかし、そのまま鮫島の船まで追いかけてきて、背中から翼を生やし、上空から船に体当たりして、再び窮地に追いやる。その後、明・鮫島・勝次の作戦で空中から隙を伺っていた処を、股間を銃で撃たれ墜落したところをマスト槍で串刺しにされた。それでもまだ生きていたが、まともに飛べなくなり、涙を見せていたが、そのまま明に斬首されて死亡した。
エテ公
仙石原のススキ野原で明一行が遭遇した邪鬼。頭部がエビの胴体になった女性の体をしており、女性器の中から男の頭が突き出しているという異様な姿をしている。舌も長く蛇のように先端が分かれている。女に異様な執着があり、人間・吸血鬼・亡者を問わず女の匂いに反応し襲いかかってくる。
かつてはススキ野原近辺に出没する痴漢だったらしく、『エテ公』は人間だった頃に付けられた渾名である。
ススキ野原で勝次の母の生理に反応し、明一行とその場にいた人間たちを襲い、明一行以外を全員捕食した。その後ロープウェイまで追跡してきたが、明の機転によりロープウェイから落とされ、近くにあった吸血鬼の町にいた女性達に標的を切り替えた。金剛との決着後、ススキ野原に戻れなくなったのか東京の壁まで辿り着いた明たちの前に再び現れた。壁の向こう側の女に反応し、壁にアタックを何度も仕掛けるが、対邪鬼専用兵器によって身体をバラバラにされた。
妙子（たえこ）
東京の地下下水道にいた巨大な邪鬼。ミミズのような頭に股から無数のネズミの頭が生えている異形な姿をしており、「ネズミの王様」とも呼ばれている。邪鬼化する前に目を潰されていたため視力はなく、音のみを頼りに活動している。ミミズのような頭も獲物を捕るためのもので、その口で獲物をかみ砕いてから股のネズミに餌でもやるかのように与えている。股にある無数のネズミの頭の中に本体の頭が隠れている。邪鬼化する前の意識が残っており、会話もできる。
かつては幼い少女であり、父親と共に吸血鬼から逃れ地下に逃げ隠れたものの、食料不足で飢えに苦しんだ。そこへ吸血鬼が食料と引き換えに週に一度身を貸せと言い迫り、飢えた大人たちによって差し出されてしまう。こうして吸血鬼から食料を貰うことで、地下の人間達の生命線となっていたが、誰にも感謝されないどころか、差し出すのは彼女自身が淫売だからと蔑むような扱いをされてしまった。やがて人間に心を閉ざし、地下に住むドブネズミにのみ心を開き餌やりをしていた。ある日、弄ぶのに飽きた吸血鬼に目を潰された揚句、吸血鬼化され捨てられているのを父親に発見される。大人たちから迷惑がられ邪魔者扱いされたため、餌やりをしていた場所に捨てられたが、ひどい仕打ちをした大人たちの怒りから直後に邪鬼化した。
地下下水道で明達と遭遇し、一行をバラバラにさせてしまう。上記の経緯から大人たちを憎んでおり、子供である勝次に語りかけるが、悪い大人たちばかりで無いと語る勝次に激昂し、殺そうとしたところを明に妨害され逃がしてしまう。その後、姑獲鳥と交戦時に明の作戦により、妙子の縄張りに侵入し三つ巴の戦いに発展する。明の策で、姑獲鳥を捕食しようとするも、防がれた挙句矛で刺されて持ち上げられ、明に向って投げつけられた。しかし、その際明に斬られており、「イタイ」と声を上げた直後に、腹部が横一文字、上下真っ二つに割れた。
眠り姫
池袋駅周辺の海で眠り続けている超巨大な邪鬼。能面の憎女のような顔をしており、首から下がタコの姿をしているが、タコの口にあたる部分は人間のように歯がついている。ユカポン曰く長い間眠り続けており、よほどのことがない限り起きないらしい。痩身型の邪鬼を丸かじりにするほど巨大であり、あまりに巨大故に人間サイズまでは目視できないと考えられていたが、首元に巨大な目がついておりこちらは人間サイズも目視できる。
邪鬼の襲撃によってサンジョインビルが崩壊して瓦礫が頭に激突し、目を覚まして邪鬼や人間・吸血鬼を手当たり次第に捕食した。明達にも襲い掛かるが他の獲物に気を取られている隙に逃げられた。
歌舞伎町編では小春の回想により、舌喰い様によって仕留められており、彼によって舌を食べられる。
マガジン掲載時には、名前が「眠り女」と表記されていたことが多々あった。
糞食い爺
巣鴨のある寺を住処にしていた巨大な邪鬼。首の長い老人の様な顔をしており、顎には睾丸のような玉袋がついている。体は昆虫のように足が細く、背中には捕らえた人間を大量に乗せており、捕らえた人間は全裸にした後、口以外を粘液のようなもので纏わりつかせる。人間の糞を食べれば若返る事が出来ると考えており、捕らえた人間を腹痛を催すような不味い食事を与えて排泄される糞を食べている。腹部にカンガルーの様に袋があり、そのに糞がたまる仕掛けになっている。基本的には人間を直接捕食することは無いが、窮地に陥ると回復のために捕食する。
かつては巣鴨に住む老人であり、子供にお菓子をふるまうなど優しい性格をしていたらしい。しかし、上記の考えから内心では若さに嫉妬していたのではないかと鮫島は推測している。
吸血鬼に捕らえられていた男たちから勝次が糞食い爺に捕まっているという情報を聞き、明と戦闘になる。一度は明を捕らえたが、自力で脱出されて建物の中で身動きが取れなくなったところを首をバラバラにされて死亡した。ちなみに捕まっていたのは勝次ではなく佐吉だった。
描写が描写のためか、マガジン掲載時扉ページに「食事中の方はご注意ください」と注意書きが乗せられた。
カメレオン
東都ドームの武道大会で予選課題として出された邪鬼。人間の股間からカメレオンの様な頭部が、首の部分からは複数の尻尾が生えている邪鬼。
大会に出場した吸血鬼達を次々捕食し戦意喪失させたが、勝次を助けるため吸血鬼に変装して出場した明に倒された。
デコ女
歌舞伎町付近の水路に生息する女の頭をした巨大な邪鬼。名前の通りおでこがコブのように発達しており、建物を容易に砕くほど頑丈。ワニのような身体をしており、胸部には複数の乳房がみられる。舌の先端がヒルの頭部のようになっており、舌を伸ばして獲物を吸い込む。
吸血鬼の叫びを聞きつけ、近くにいた明達を狙うが、単身囮になった明により上半身を縦半分に真っ二つにされる。

### 混血種（アマルガム）
斧神（おのがみ）
黒山羊の被り物と丈の長い腰巻きをした大柄なアマルガム。名前の通り絶えず巨大な斧を持ち歩いており、気に入らない者や邪魔な物は人間や吸血鬼を問わず斧で斬り刻む為、吸血鬼からも恐れられており、田中ナオトも最も残酷で凶暴な吸血鬼と評している。斧神自身は戦いそのものを「神聖」なものとしており、その武技は敵である明すら感激を覚えるほど洗練されている。雅からもその凶暴さには一目置かれており、右腕として絶大な権限を与えられている。被り物の下の素顔はいくつもの目玉や口が入り交じったような醜悪な物であり、部下の吸血鬼達も彼の素顔を知らない。時々「メエエエエ」と山羊のような鳴き声を出す。
アマルガムとしての特殊能力はどんな刃も通さない鋼鉄の体。刃はおろか爆発に巻き込まれても平然といられる程である。その圧倒的な防御力を盾にして体力の消耗を誘い、生じた隙を狙って一気に勝負をつける戦い方を得意としている。さらに巨大な斧や巨大な鎖付き鉄球を振り回せるなど、師匠にも負けず劣らずのとてつもない怪力を持つ。
かつて人間だった頃は抵抗組織に所属していた長髪の青年であり、本名は村田 藤吉（むらた とうきち）。師匠と師弟関係にあり、篤と並んで抵抗組織の主力メンバーだった。また、当時から斧を武器にしていた。戦いのさなか偶然感染し吸血鬼となるも、雅と刺し違える覚悟で吸血鬼側につくことにした。しかし、雅と一緒に行動していく内に敵意が薄れていき、更に雅から全人類を吸血鬼にして一切の病気にかからないようにするという主張を聞いたことで、かつて両親が病死した過去もあってか、吸血鬼こそ人間が進化した存在だと認識し、以降は考えを改めて雅に忠誠を誓うことにした。
温泉の集落のボスとして君臨し、師匠を処刑しようとするも、間一髪のところで明達のトラックが突っ込んで失敗し、一人集落に残った明と戦う。自身の鋼鉄の体を解放するも、それでも折れない彼の正々堂々とした戦い方に感服し、全力で潰そうとする。戦いの末に明を崖まで追い詰めるが、彼の居合によって鋼鉄の体に切り傷が入り、更に激しい戦闘で足場が崩れ落ち、明と共に洞窟に落ちてしまう。洞窟では狂暴な邪鬼である満腹爺が棲息していることを理由に休戦を申し入れ、明と共闘する。共闘していく内に明の姿に篤の面影を感じ、共闘後に自身の過去を明に話す。それを知った明から人間側に戻るよう説得されるが、上記の素顔や雅への忠誠心の高さを理由にそれを拒絶した。洞窟から出た後は再び明と戦うも、洞窟から落ちた時点で左腕を骨折していた明に内心では負い目を感じており、さらに温泉の集落が制圧されたことを師匠から聞き、彼の提案で手を引くことにした。
【最後の47日間】では蚊の第一育成所の責任者となる。抵抗組織が襲撃してきた際に明と再び対峙し、彼から再び人間側に戻るよう説得するがまたも断り、逆に明を吸血鬼になって仲間になるよう提案するがそれも断られる。明とは相容れないと考え、彼や後から駆け付けた抵抗組織のメンバーを地下の蚊の水槽に落とした。その後は地上の抵抗組織との戦いに参戦し、師匠を瀕死にまで追い込むが、蚊の水槽から脱出した明と再度戦うことになる。満腹爺との戦いで使用した鎖付き鉄球を気に入り、再戦時にはそれをアレンジした鎖でつないだ2つの斧を武器に戦った。新たな武器を巧みに使う戦術で明を追いつめるも、ユキたちが偶然に見つけた西洋の剣と盾により斧を弾きながらの攻撃で胸を一突きにされて上に斬り裂かれるといった深手を負い、最期は明の最後の力を振り絞った渾身の一太刀で横真一文字に斬り倒され右腕と下半身を失って敗北する。せめて両親の墓の近くで死のうと這っていく途中で仮面が外れ醜怪な素顔が露わになり、醜悪な素顔を知った部下から罵倒されて石を投げられる。しかし、明は素顔を忌み嫌うことは無く、彼に背負われて両親の墓まで連れていかれる。その道中で自身の考えが間違いであったことを明に謝罪するが、明からはあくまで自分の信念を貫き通したと教えられ、自分を友と呼ばれたことで友情の温かさを感じて両親の墓の前で息を引き取った。
ドラマでは、同じような山羊の被り物をした吸血鬼が登場するが、正体は涼子で、斧も持っていない。
金剛（こんごう）
名前の通り金剛力士像のような容姿をしたアマルガム。隊長曰く、斧神と並び雅の片腕と言われるほどの実力者。素手で人間の首を引きちぎる程凄まじい怪力を持つ。武器は初登場時には金剛杵だが、【48日後…】では巨大なハンマーになっている。
アマルガムとしての特殊能力は脱皮。吸血鬼や邪鬼を喰らうことで膨らんだ状態から脱皮し、以前よりも体が大きくなって力も増す。脱皮する以外にも人間を喰らうことで欠損した個所を修復できる程の再生力を持つが、余分な物が生えてくるなど再生を完全にはコントロール出来ていないようである。また、脱皮した皮はかなりの悪臭がする。
アマルガムになる前から雅に心酔しており、彼に仕えるための力を求めて自ら他の吸血鬼の血を注射したが、強烈な拒絶反応によりおぞましい化け物へと変態してしまい、失敗作として捨てられる。しかし、執念で自我を保ち続け「こんな醜い身体では雅様にお仕えできない」と言い自らの身体を彫刻刀で彫り、現在の姿になった。
最後の蚊の育成所にて、雅の部屋に通じる道で像に扮しており、明を不意打ちを仕掛けたが防がれる。明を見て雅が注目しているのを納得し、戦わずにその場を去って行った。その後、加藤達や火炎部隊の元に現れ、火炎放射も効かず、人間軍を窮地に追い込んだ。
【48日後…】では箱根付近のボスになっており、箱根にある明治屋ホテルを拠点に構えている。強い邪鬼と一騎撃ちして食べることで脱皮して更なる力を得ようとしており、部下に邪鬼の捜索を命令している。すでに何度か脱皮を繰り返しており、明と対峙した際には人間の数倍もの体躯を持つ巨体となっていた。また、何度目かの脱皮で後述のもう一人の金剛と分裂して以降は煩悩がなくなったかのように振舞っている。
ホテルの屋上にて明達と対面し、その圧倒的な力でホテルを半壊させる。途中で邪鬼を喰らい脱皮する事で腕が4本に増え、更に圧倒的な力で明を窮地に追いやる。しかし、逃げるふりをしていた明にガソリンスタンドがある崖の上まで誘い込まれ、そこで手足を切り付けられ、明ごとガソリンスタンドに落下する。それでは爆発には至らなかったが、自身のハンマーが後から落ちてきた事で大爆発が起き、爆風に巻き込まれた。全身火だるまとなり、下あごを失いながらもなおも明と戦おうとするも、燃えた体が徐々に崩れ始め、最期は明に首を刎ねられて完全に塵と化した。
もう一人の金剛
明と本体の金剛が戦っている最中、勝次とネズミが発見した金剛。勝次の母を強姦し亡者にした張本人であり、こちらは初登場時の本体と同じぐらいの体格を持つ。本体とは対照的に煩悩の塊であり、性欲のみを求めることから、勝次たちからは「小さい金剛」や「エロ金剛」とも呼ばれる。鮫島の巨体を片腕で持ち上げるほど凄まじい怪力を持つ。
ホテルの一室で大勢の女性を強姦していた所を鮫島と勝次の奇襲を受け負傷するも、近くにいた女を捕食し脱皮しようとする。しかし、犯していた女達の反撃を受け、刃物で滅多刺しにされた挙句最後は勝次の母に首を刎ねられ死亡した。
まり子
大きな顔面に縦に開く巨大な一つ目が特徴の着物を着た女のアマルガム。巨大な一つ目の右側には小さい目玉が一列に並び、さらに目のすぐ下に大きく裂けた口があり、長い腕を持つ。名前は隊長達が呼んでいるあだ名で、常に遊び道具の一つとして毬をついていることから来ているが、自ら「まり子」と名乗るシーンがある。
五重塔2階の鏡の部屋の門番をしており、部屋の中に入り込んだ者を捕まえて拷問するのを生き甲斐にしている。雅からは「部屋に入り込んだ者は人間であるない問わず好きにして構わない」と言われているため、吸血鬼でも一切容赦しない。武器は大鉈で捕らえた獲物を生きながらに少しずつ切り刻み拷問して楽しむ。またこの拷問で性的興奮も覚えるなど、サディズム的な気質もあるようである。
アマルガムとしての特殊能力は幻覚。「腐った卵のような」臭いの息で相手に幻覚を見せて眠らせる。
かつて人間だった頃から醜悪な顔を持っており、村人から蔑まれていた。吸血鬼になってもその扱いは変わらない中、雅だけが自分を必要としてくれたため、彼に心酔している。その心酔故、アマルガムになるのを反対した両親を自前の鉈で切り刻んで殺し、遺体を繋ぎ合わせて自身の拷問部屋に置いている。
五重塔2階の鏡の部屋に入った明と隊長を幻覚で眠らせ、3階の拷問部屋にて二人を全裸にして天井に吊るした。先に隊長を拷問し、下半身を切り刻むも、隙を見た明に天井まで逃げ込まれてしまう。しかし、すぐに気づき明を捕らえるも隊長に噛まれて取り逃がしてしまい、鉈を武器に天井に出向いて殺そうとする。しかし、鉈の攻撃を読まれて拘束していたロープを切ってしまい、さらに鉈を奪われて顔を斬られてしまう。重傷を負いながらも幻覚や付近に隠していた小刀や硫酸入りの注射器で執拗に反撃したが、どれも効くことは無く、最後にはあっさりと首を切り落とされて死亡した。

#### 雅の息子
【48日後…】から登場。東京で雅が数万人の吸血鬼に吸血鬼の血を飲ませた結果、数百体のアマルガムが誕生し、その数百体に殺し合いを行わせたことで生き残った5体のアマルガム。そのため雅の息子というのは通称で、雅の血のつながった子供ではない。強い順に長男から五男まで「男性の息子」の呼び方をされランク付けがされている。
姑獲鳥（うぶめ）
雅の息子の五男。名前は雅からたまに呼ばれているのを自ら名乗ったもの。人間の数倍の体躯を持つ鳥のような頭をしたアマルガム。巨大な嘴の中は無数の牙が生えており、人間や吸血鬼を丸かじりにする。感情が高ぶると「クエエエエエッ！！」と叫ぶ。
非常に強靭な肉体を持ち、高圧電力をものともしない程。巨大な三又矛が武器だが、本来は素手での戦闘を得意とし、雅の鉄扇を持つ姿に憧れて武器を持つようになった。
かつて人間だった頃は病弱でひ弱な痩躯の少年であり、それが元でいじめられていた過去がある。後に雅のバイオテロにより吸血鬼化し、力がみなぎるようになる。以降体を鍛え、さらにアマルガムになりより強靭な力を得た。それ以降は強い者と戦うことを求めるようになる。
雅が一目置いている明を一目見たいと考えており、東京の地下で明を発見しそのまま交戦する。結果として明を追い詰めるが、元から明が手負いであることと武器である三又矛が折れたことからトドメを指すのを止め、勝次を人質に上野で待つことをネズミ経由で明に伝える。
その後東都ドームの武道大会に出場。優勝賞品である勝次や九州の地位に興味を示さず、強い者と戦いたいが為に参加した。圧倒的な強さで勝ち進み、明と決勝で当たる。一度三又矛が折れた経緯から、中に仕込み鎖が入った三又矛を新たに武器としており、明との戦いで初めて使用する。東都ドームの外まで逃げた明を追い詰めるが、最後は落ちていたワイヤーに足をとられ首を切断され敗北する。それでもまだ意識はあり、最期は自身の頼みで明と共に東都ドームの屋上に移動。自身の過去と強い者と戦うことを求めていたことを伝え、明から強敵と認定されたことで満足気に息を引き取った。享年18歳。
蟲の王（むしのおう）
雅の息子の四男。巨大なカタツムリの殻の様な物に女の頭や無数の手足が生えており、作中登場するアマルガムの中でも特に人間離れした外見をしている。国会議事堂辺りを縄張りとしており、自身はその地下にアリの巣のような部屋をいくつか作り、その深部に佇んでいる。
体から異形の生物を生み出し、寄生した人間を瞬く間に変異種にする能力を持つ。変異種になった者は蟲の王に従い、本能でしか活動できなくなる。また、蟲の王自身も銃をものともしない程の硬い皮膚を持ち、尻尾によるたたきつけは一撃で石橋を破壊するほどである。自身を芸術家と自称し、人間を変異種にさせて殺すなどして弄んでいる。
かつて人間だった頃は小学4年生の子供で、生まれつき心臓が弱くそれが原因でいじめられていた。傷心から人間が居なくなった世界を妄想し、ノートに書き込みを行っていた。後に雅のバイオテロにより吸血鬼化し、自身の妄想が現実となった感覚になり、さらなる理想実現のためにアマルガムになることを選ぶ。その結果アマルガムとなり、人間や吸血鬼を変異種にする能力を得ることが出来、以降は蟲の王と名乗るようになる。
彼が生み出す変異種は全て自身が妄想してノートに書きこんでいた異形の生物であり、自身の姿もノートに書きこまれていた異形の生物の一体である。尻尾の先端内部に心臓があり、そこが弱点になっている。
議事堂奪還の為攻めてきた200人あまりの自衛隊の一個中隊を単体で全滅させ、その殆どを変異種に変えた。
後に明達と結託した自衛隊の襲撃を受け、鮫島達の攻撃に気が向いている隙に明と勝次によって体内に侵入される。勝次によって心臓が破壊された後は女の頭が老化し、皮膚も銃を通すほど軟化する。瀕死の状態ながらも地上まで這い上がり逃げようとするが、明に追いつかれて命乞いも虚しく首を斬られて絶命する。死んだ後は体が塵となり消滅した。
ハンディ・ハンディ様
蟲の王の部下。餓鬼のように膨らんだ腹と6本の腕を持ち、それぞれの腕には拷問器具を持っている。人の両手を合わせ、影絵のカニを作っているような頭をしており、頭の後ろ(手の甲に当たる部分)に耳がついている。目にあたる器官は確認できないが、視認は出来る。捕まえた人間を壁に埋め込み過剰な拷問をしている。国会議事堂編では終始拷問野郎（ごうもんやろう）と呼ばれていたが、血の楽園編以降は人間吸血鬼関係なくハンディ・ハンディ様と呼ばれており、こちらが正式名称と思われる。
生命力は高く、腕を斬られたとしても5分程で再生し、首を斬られたとしても絶命せず、他の人間または吸血鬼の頭を喰らって体を繋げることで自分の体として活動できる。
その正体は蟲の王が変異種を統率させるため、自身の脳の一部を切り出して生み出した蟲の王の片割れであり、蟲の王と同様に変異種を生み出す能力を持つ。変異種の中では唯一自意識があり会話も出来る。会話の際には女の口調で話す。
自衛隊の上原を拷問していた中、上原のリークにより隠れていた明達と交戦する。明によって首を落とされ、自身の拷問器具で貼り付けにされた挙句逆に拷問される。その後隙を見て逃走し、他者の体を奪い蟲の王のところへ行く。蟲の王の命令によりノートを探していたところを明と鮫島に後を付けられ、再度首を落とされる。そのままトドメを刺されそうになるが、自衛隊の攻撃により部屋が崩壊し行方不明になる。蟲の王が死んだ後は地上まで逃げており、偶然会った佐吉を殺して体を奪う。その後は自衛隊員に血の楽園に行くことを伝える。
血の楽園では耐ミサイル型の変異種を生み出した功績から豹丸に気に入られて特別な待遇を受けており、ショッピングモールには彼の人形が売られている。普段は特別区に居るが、気まぐれで労働地区のテント場に現れ、気に入った人間を数人食べに行っている。特別区に入った明に捕らえられ、豹丸の元まで案内される。明と豹丸の交戦中に隙を見て逃げ出し、壁の上まで登ってきた明に耐ミサイル型の変異種を大量に差し向けた。豹丸死亡後は耐ミサイル型の変異種を引き連れて、血の楽園から逃げ出した。
歌舞伎町では客人として迎え入れられる。その折にユカポンを発見し彼女を殺そうとするが小春に妨害により失敗し、再び首だけの状態になる。その後密かに逃走し、舌喰い様を呼び寄せる。
豹丸（ひょうまる）
雅の息子の一人。上半身が人型で下半身が豹型というケンタウロスのような姿をしたアマルガム。上半身の肩から胸にかけて豹柄の模様があり、顔には隈取のような模様がある。血の楽園のボスであり、吸血鬼たちが彼に気に入られるよう血の楽園入りをお願いすることがある。武器は自分の体躯を遥かに超える長さを持つ大鎌で、一振りするだけでも地面を抉る程の凄まじい威力を持ち、空降りでも風圧で吸血鬼たちを吹き飛ばす程のパワーを持つ。聡の回想では、邪鬼を捕らえる為に開閉する仕込みがあるトゲのついた巨大な刺股も使用した。
食べた相手の能力を吸収できる能力を持ち、現在の姿も虎のアマルガムを食べた結果生まれたものである。更に上記の隈取のような模様がある顔の部分も本体ではなく、本体の顔は腹部に存在する。手足を失ってもちぎれた手足を食べれば回復する。過去に雅を食べようと挑むが敗北し、以降は自身を強化できそうなものは手当たり次第に吸収して力をつけていった。
元々はかなり怖い性格をしており、雅を倒す事以外に興味がなかったが、北沢徹を食べてからは丸くなり、血の楽園の市民のことを考えるようになった。明と対面した際には血の楽園が傷つくことを考え、戦わずに帰るよう促すなど、血の楽園を気遣う一面がみられる。
明達が血の楽園へ来る数日前に血の楽園から逃げ出した邪鬼を捕らえる為に自ら出向く。邪鬼を見つけると圧倒的なパワーで制圧し、複数体の邪鬼を瞬時に捕らえて帰還する。特別区の最奥部に明達を待ち構え、一度は帰るよう促すが明の返事を聞き戦闘に入る。明を追ううちに血の楽園の壁の上まで誘い込まれ、弱点である腹部を切られて本体の顔があらわになる。それでもなお反撃に出るが、明の機転により壁から落とされた挙句、更なる追撃により本体の顔が自由の女神像に突き刺さり完全に死亡する。血の楽園の吸血鬼からは大変慕われており、死後は吸血鬼達が彼の下に現れて感謝の言葉を捧げた。
宮本 篤（みやもと あつし）
「宮本 篤」を参照

#### 本土のアマルガム
5つ首のアマルガム
本名不明。頭部の他に首と胸に4つの首がついた姑獲鳥以上に巨大なアマルガム。山羊のような3本の角を持ち化粧まわしを身に着けている。武器は大鎌。
東都ドームの武道大会に出場し、本選1回戦で姑獲鳥と戦うも成すすべなく首を全て食われ、最後は矛で客席まで投げ飛ばされ死亡した。
バサバサ様
人間の頭に鳥のような体をした巨大なアマルガム。首には人間の腕が無数に生えており、その腕は飾りではなく障害物を壊すなど本来の腕としても機能する。大きな翼を持ち見た目通り空を飛ぶことができる他、翼の先端に爪を隠しており、コンクリートの地面を抉るほどの強力な肉弾戦も出来る。定期的にレインボーブリッジを徘徊しては吸血鬼を手当たり次第捕食するが、貢ぎ物には手を出さないなど律儀な一面もある。豹丸とは何かしらの繋がりがあり、一日五人まで捕食していいという約束を交わしている。
明達がレインボーブリッジに訪れた際に登場し、吸血鬼達を次々に捕食する。しかし、捕食していた吸血鬼から鮫島達人間が遠くに逃げたことを知り、標的を彼らに切り替えて襲い掛かる。囮になった鮫島と樽に潜んでいた明との連携に苦戦し、最後は橋を飛び出して高所からの突進攻撃を仕掛けるが、明に場所を予測され、体を縦半分に斬られて死亡した。
凸様（でこさま）、凹様（ぼこさま）
血の楽園の特別区の門番をしている二体の夫婦のアマルガム。二体とも衣類を一切身に着けていない。標的を挟み込んで押し潰す連携攻撃を得意としている。
凸様はフクロウのような頭をした筋骨隆々の男で、右腕が怪物化しており鋭い爪を持つ。武器は金棒。頭頂部を膨らまして硬くすることができ、その硬さは明の刀も通らない程で防御の他押し潰すための攻撃にも利用される。しかし、常時硬いわけではなく、ここぞというタイミング以外は柔らかい模様。
凹様は体はスリムな女性だが頭は三日月のように細長く、窪みの部分に何重もの歯を持つ巨大な口がある。武器は巨大なハサミ。
特別区の門の前で多数の吸血鬼達と共に明に迎え撃ち、連携を取って徐々に明を追い詰める。しかし、勝次が参戦してからは状況が変わり、再度連携を取って押し潰そうとするが、避けられた隙にヒー坊に串刺しにされて動けなくなり、二人揃って頭を斬られる。それでも生きていたが完全に敗北を悟り、明に二人揃って斬るよう頼み、彼によって完全にトドメを刺された。
なお、凹様は作中では全裸にハイヒールのみの外見をしているが、【48日後…】の34巻表紙ではドレスを着た姿が描かれている。
舌喰い様（したくいさま）
歌舞伎町のボス。般若のような顔に肩や腰に多数の長い舌を持った首を携えた巨大なアマルガム。背中や腹には昆虫の足が生えている。名前の通り舌を喰うことを好み、舌を喰う度に肩や腰にある長い舌が増えていく。雅の息子ではないが、眠り姫を仕留める程の実力を持ち、周囲からは雅の息子も恐れて近寄らないと噂されている。
歌舞伎町は表向きは鎮魂の街であり、かつて妻のお陽菜を置いて数日出かけている際に溜めていた血をすべて奪われ、お陽菜が邪鬼化していたため自らの手で殺した。その後彼女や死んでいった吸血鬼の魂を鎮めるため、雅の顔を催した金を造り、金と血を交換するシステムを造り、集めた血を歌舞伎町にいくつかある岩に捧げて鎮魂の場とした。
しかし、実際は元凶である雅を殺すための復讐の街であり、地下の研究室で学者たちに雅を殺すための抗ウイルス薬を作らせていた。さらにお陽菜は歌舞伎町の地下で生きており、人目のつかない深夜に密かに外出させていた。そのためお陽菜の邪鬼使いでもあり、腹部にある口をお陽菜の背中にある突起に挿入してお陽菜を操る。
歌舞伎町で明と戦闘した際には圧倒的な実力の前に逃走し、地下に居るお陽菜を操りながら地上に出向く。お陽菜が敗北した際には負けを認め、抗ウイルス薬は雅の息子の一人、宮本篤が持っていることを伝えた後、明によってお陽菜共々完全にトドメを刺された。
立花様（たちばなさま）
竹馬街光頭族のボス。カエルの胴体のような下半身を持ち、角の生えた猿人のような顔つきをした巨大なアマルガム。光頭族の賭け事を取り仕切り、命を賭けの対象とした以上はイカサマや賭けに負けた場合を除き手を出さないようにしている。
かつて人間だった頃はひ弱な高校生であり、周囲からは猿吉(さるきち)と呼ばれていた。同級生からはパシリにされており、小学生にも嘗められていた。雅のバイオテロにより周りが吸血鬼化する中、彼のみは突然変異により異形の獣のような外見になる。その後、雅に出会い、彼にアマルガムにならないかと誘われ現在の姿になる。アマルガムとなってからはかつて虐めていた者を全員喰い殺し、周囲に立花様と呼べと威張り散らした。
ユカポンとネズミが光頭族のシマに取り残され、やがて捕まり彼と対面する。ネズミが刑の執行の対象となるが、ユカポンの提案をのみ自身の鍵と彼女の命の賭けの対象としてネズミが2時間刑を耐え抜くかどうかを賭ける。見事耐え抜いた後は潔く負けを認め、自身の鍵を渡した。
プリンセス様
竹馬街墨族のボス。左頬に刺青が入っており、王冠やイヤリング、首飾りなどの装飾品を身に着けた女性のアマルガム。ライオンの頭に複数の人間の足が生えた異形の下半身を持ち、腕の部分は左右で3本ずつの鎖のような触手を持つ。また、背中に細い翼の骨格のようなものが付いており、これで紅茶のカップを持つなど手のように扱うこともできる。
貴婦人を自称し、振る舞いや言葉遣いは淑女のようだが、イカサマをした者や嘘を付いた者には鎖で捕らえて喰い殺すなど残忍な一面がある。
勝次、鮫島と宮本篤との一件以降、彼らを捕らえようと警備を強化し、白髪族のシマに行こうとする彼らを捕らえようとするが失敗に終わる。それでも自身の鍵を得るためにいずれ戻ることを予見し、お茶菓子と称して彼らを庇った船頭を喰い殺した。
太陽様（たいようさま）
竹馬街白髪族のボス。白い長髪に綺麗な瞳をしており、背中に無数の手の生えた巨大なアマルガム。そのサイズはビルにも匹敵し、白髪族のエリアには彼が出入りするための専用の出入口が存在する。顔の縦半分に複数の突起が付いており、これを扇状に伸ばして振り回す(この動作は部下たちからは輝く'を呼ばれる)ことでビルなどのコンクリートも容易に切断するほどの鋭い切れ味を持つ刃となる。足には男性器のような突起物が無数に存在し、彼の呼びかけで遊女達がこの突起物に纏わりつき、白い液体を得ようとする。船頭曰く、この液体にはヘロインのような中毒性があり、副作用として様々な記憶を失うらしい。この効果で遊女達を虜にして働かせている。
明と小春が白髪族のシマに訪れた際にほどなくして帰還し、彼らに襲い掛かる。

### 動物
吸血鬼化した動物。人間の吸血鬼達と同様に凶暴性が増していて目が赤黒くなり、刺されれば同じように体がしびれる。
『48日後…』でも本土にて登場。明達を追い込むため街に放たれた。元は地元の動物園にいた模様。
シロ
彼岸島の吸血鬼達に使役されていた犬。西山に噛みついたが、ケンちゃんに殺された。
ゴロー
彼岸島の吸血鬼達に使役されていたクマ。吸血鬼から逃れ、小屋に隠れていたケンちゃんを襲ったが直後に駆け付けた明に首を斬られて死亡。
クマ
地下洞窟で明達と出会すが、その直後に満腹爺に捕食された。
ネズミ
五十嵐の回想シーンで登場。モルモットで実験でウイルスを植え付けられた。実験の最中、邪鬼のように変態するが、体が耐え切れず弾け飛んだり、五十嵐に刀で切られた。
虎
ライオン
明が離れている間に人間たちを襲った。人間軍を窮地に追い込むが、明に瞬殺される。
ワニ
橋にぶら下がって隠れていたヨネを右腕を残して一口で捕食した巨大ワニ。その後、明に襲いかかるが、岸にあがったところを明に倒された。

## 特別編・スピンオフの登場人物

### 特別編：兄貴編
村田 武（むらた たけし）
村田藤吉（後の斧神）の弟。篤のファンで兄の紹介で篤に弟子入りする。修行の結果ある程度強くなるが、優しい性格から生き物を殺す事ができず吸血鬼との戦いでも殺すことができないでいた。ある日、篤に認めてもらいたいと一人単身で吸血鬼に戦いに挑むも、捕まってしまう。そして吸血椅子に座らせれ、数日経ったところで篤に助けられる。その時、重傷を負うもまだ生きていた吸血鬼を見て捕まってからの憎しみからか、その吸血鬼を初めて殺した。元々剣の実力は篤にも評価されていた為、その後は吸血鬼との戦いで頭角を現し、やがてレジスタンス軍の切り込み隊長を任されるほどにまでに立派な戦士として成長した。それ以降も活躍していたが、何回目かの戦いであえなく戦死した。
隼人（はやと）
涼子の弟。篤同様、涼子たちが吸血鬼化し家中を徘徊していたとき、篤の隠れていた押入れの向かいの洋服ダンスの中に隠れていた。篤と連絡を取り、一緒に逃げようと機会を伺っていたが、感染した父親に発見され襲われてしまう。叫び声を挙げたため他の吸血鬼も呼んでしまい、そのまま吸血鬼の犠牲となり死亡した模様。

### スピンオフ：彼、岸島
本編とリンクしており、ここでは本作でしか登場しない人物または本編で登場したが名前が判明しなかった人物を記載する。

#### 【主要人物】
岸島（きしじま）
「彼、岸島」の主人公。抵抗組織の若者。牙のように大きく発達した八重歯が特徴で、元から赤く充血しやすい目も合わさると吸血鬼とほとんど変わらない見た目になる。作中の大半はスーツ姿に笠とほっかむりという格好で行動する。
まともな感性の持ち主で、本編の登場人物の言動・行動にツッコミを入れる。童貞であり恋愛事情に疎く、ラジオネームでは「童貞彼岸花」とつけるほどである。師匠のことは抵抗組織結成後に知りあい、彼の過去のことはほとんど知らなかった。高校時代は喫煙していたが、片思いしているエリちゃんがタバコを吸う人が嫌いであることを聞いてからは禁煙活動をするようになった。
坂東の結婚式に参加していたが、篤が乱入し彼以外の全員が惨殺された挙句吸血鬼にされてしまう。後から来た師匠に吸血鬼に間違われて殺されそうになり、逃走した後吸血鬼に拾われる。その後は斧神直属の部下になり、佐々岡と共に行動する。一度は隙を見て逃げ出し抵抗組織に合流するものの、そこでも再度吸血鬼に間違えられ佐々岡に合流する。最終的に佐々岡に人間であることがバレてしまうが、敵であるはずの彼と離れたくない思いを話し、彼に見逃され異例の友情を結んだ。その後抵抗組織に戻り、餞別に彼から渡された包丁を武器に吸血鬼と戦う場面で本作は終了する。
佐々岡 孝市（ささおか こういち）
斧神直属の部下であり連絡係。頭に包丁が刺さった吸血鬼。人間には敵意をむき出しにするが、強者の前では萎縮するなど手の平返しが激しい。ヘビが大の苦手。
斧神の部下になる前は本土から彼岸島に人間を運ぶ船の操舵手をしており、過去に明を吸血したが冷に裏切られ頭を包丁で刺された。包丁はその時の怒りを忘れないためあえてそのままにしている。
吸血鬼の知り合いが多く、後輩の隠岐からは本当は優しい人だと評価されている。性の経験は豊富だと豪語するが、実は童貞で最終話にて岸島に告白した。師匠の妻である典子とは幼馴染であり、抵抗組織を結成する前から師匠のことを知っていた。イス職人の友人がおり、母の日には母に吸血椅子をプレゼントした。
新たに斧神の部下になった岸島の先輩として、彼と共に行動する。最終的に岸島が人間であることを知るが、彼の思いを聞き抵抗組織に戻るよう促した。別れ際には餞別に包丁を渡した。

#### 【人間】
坂東（ばんどう）
抵抗組織の一人で岸島の親友。明と篤の決戦の日に夏子（なつこ）と結婚式を挙げるが、夏子と共に篤に殺されてしまう。
作中冒頭で死亡するが、以降も岸島のセリフや回想で度々登場する。過去には禁煙活動をしていた岸島にタバコを吸わせようと様々な嫌がらせをしたことがある。
エリちゃん
井戸の底の洞窟にいた女性で岸島が片思いしている人。岸島と同じ高校出身で年齢は彼の一つ下。着物を着ていても胸元が見えるほど胸が大きい。

#### 【吸血鬼・その他】
隠岐（おき）
亡者の森に生息している亡者の一人。卑屈な性格をしており、陰キャを自称する。
かつては佐々岡の後輩の吸血鬼だったが、うだつが上がらない性格であり周りからも馬鹿にされていた。ある時立派な邪鬼になるよう血を与えられず監禁され、亡者になってしまう。
亡者の森を抜けようとする明達を妨害するが、丸太で殴られた挙句トラックの踏み台がわりにされる。それでも生きており他の亡者とともに行く手を塞ぐが、丸太で作った杭に突き破られてしまう。明達の妨害には失敗したものの、最期の生き様には佐々岡も涙を流した。
倉井 トモ子（くらい ともこ）
温泉の集落の地下にて岸島、佐々岡と共に落ちた女の吸血鬼。佐々岡の親友の妹。いわゆる腐女子であり、明と斧神が満腹爺と共闘しているところを妙な解釈をしながら観戦する。五重塔でも再登場し、明と隊長との絡みを見て興奮する。
かつて武器を題材にした同人誌を描いたことがあり、参考として持っていた青龍刀は明が使用した。
陣内（じんない）
斧神の部下。彼岸島の吸血鬼の中では珍しく若い青年の見た目をしている。厨二病を患っており、ワイングラスで血を飲むなど独特のセンスを持っている。他の吸血鬼とは相容れないと考えており、吸血鬼の中でも浮いている。
孝市の母
本名不明。言動や振舞いは普通の人間の母親に近いが、岸島に血の入った湯吞を提供するなど吸血鬼らしい一面もある。吸血鬼の夫がいたが、人間に殺されたらしい。
岸島が人間であることを見抜いていたが、孝市と仲良くしている姿を見て敢えて黙っていた。
火炎丸（かえんまる）、毒霧（どくぎり）、雷電（らいでん）、大嵐（おおあらし）、大地（だいち）、巨木（きょぼく）、岩龍（がんりゅう）、氷河（ひょうが）、海堂（かいどう）
十盾(ディエス・エクスードス)の一の盾から九の盾。全員見た目はヒゲの有無以外ほとんど変わらないが、キャラはそれぞれ異なる。名前は攻撃手段から自然現象に因んだものを隊長が命名したが、実際はほとんど同じ打撃をこじつけているだけ。
原作通り明の前に立ちはだかるが、全員瞬殺された。
東（ひがし）
十盾・Jr(ディエス・エクスードス・ジュニア)のメンバーであり、次期十盾入り筆頭の半の盾の地位に就いている。隊長を心から尊敬しており、愚弄する者には容赦がないが、度々隊長の自身の危機に直面した際にはあっさりと隊長を見捨てた。
豊橋（とよはし）、角（すみ）、飯山（いいやま）
五重塔を設計した吸血鬼たち。豊橋は設計者、角は大工の棟梁、飯山は施工管理者。
かつて人間だった頃はハウスメーカー「彼岸ホーム」で働いており、経験を買われて五重塔の建設を雅から一任された。
五重塔の仕掛けは殆どが豊橋のアイデアであるが、急な仕様変更も多く角から苦言を呈されている。
東大寺（とうだいじ）
五重塔最上階の研究所の研究員の一人。人間を吸血鬼に変える蚊の研究の指揮を執っている。
かつて人間だった頃はT大で伝染病の研究をしていたが、吸血鬼に拉致されて吸血鬼となり、雅の考えに共感して研究に加担する。

## ゲームオリジナルキャラクター
謎の美少女
オープニングデモにも登場する。首輪を着用しており、仮面を被った吸血鬼（彼の正体は、師匠という説がある）の娘でもある。容姿端麗な上、首輪を着用しており、独特な雰囲気を醸し出す。明達に救出された後、どこかへ走り去る。部屋には沢山のぬいぐるみがある。
謎の老人
彼岸島のある所に小屋を建てて、そこで暮らしている老人。小屋の中にはラジオ等が置いてある。
犬
彼岸島に行く際、船の操舵士が飼っている犬。明達が彼岸島を脱出する際、明達が邪鬼に襲われた際は、この犬が脱出の手助けをし、犬は霊鬼と一緒にクレバスへと落ちてしまう。その後の生死は不明。

## 映画版オリジナルキャラクター

### 無印
雷鬼(ライキ)
五十嵐により、体を改造された、改造人間のような吸血鬼。冷にフォークリフトのフォークで刺されたり手を切り落とされたり等と、散々な目に遭っている。後に切り落とされた手は武器が出るように改造されている。最期は雅に粛清された。
幻鬼(ゲンキ)
老婆の吸血鬼。原作で、牢屋に入れられた明達を脅す吸血鬼の役柄に位置する。蝙蝠のような邪鬼に変身できる能力を持っている。

### デラックス
紫苑
『デラックス』に登場する吸血鬼の少女。
吸血鬼になったケンに好意を持っているが、今もユキに思いを寄せている彼に憤りを感じている。

## テレビドラマ版オリジナルキャラクター
アスカ
演：大和悠河
雅の側近をしている女医の女吸血鬼。物語終番で雅の子を身ごもっていた。
柳島
演：諏訪太朗（第5話 - 第6話）
雅に関する文献を残した民俗学者。戦時中、国の命で吸血鬼一族の調査を行っていた。軍の一族に対する人体実験に対しては否定的だった。
松本光三
雅に関する文献を学校に寄贈した人物で、ドラマにおける冷の祖父に当たる。現在は故人。